# 訃報 2024年10月
訃報 2024年10月（ふほう 2024ねん10がつ）に於いては、2024年10月の物故者（報道及び告知が実施された人物を含む）について纏めるものとする。

## 1日 - 15日

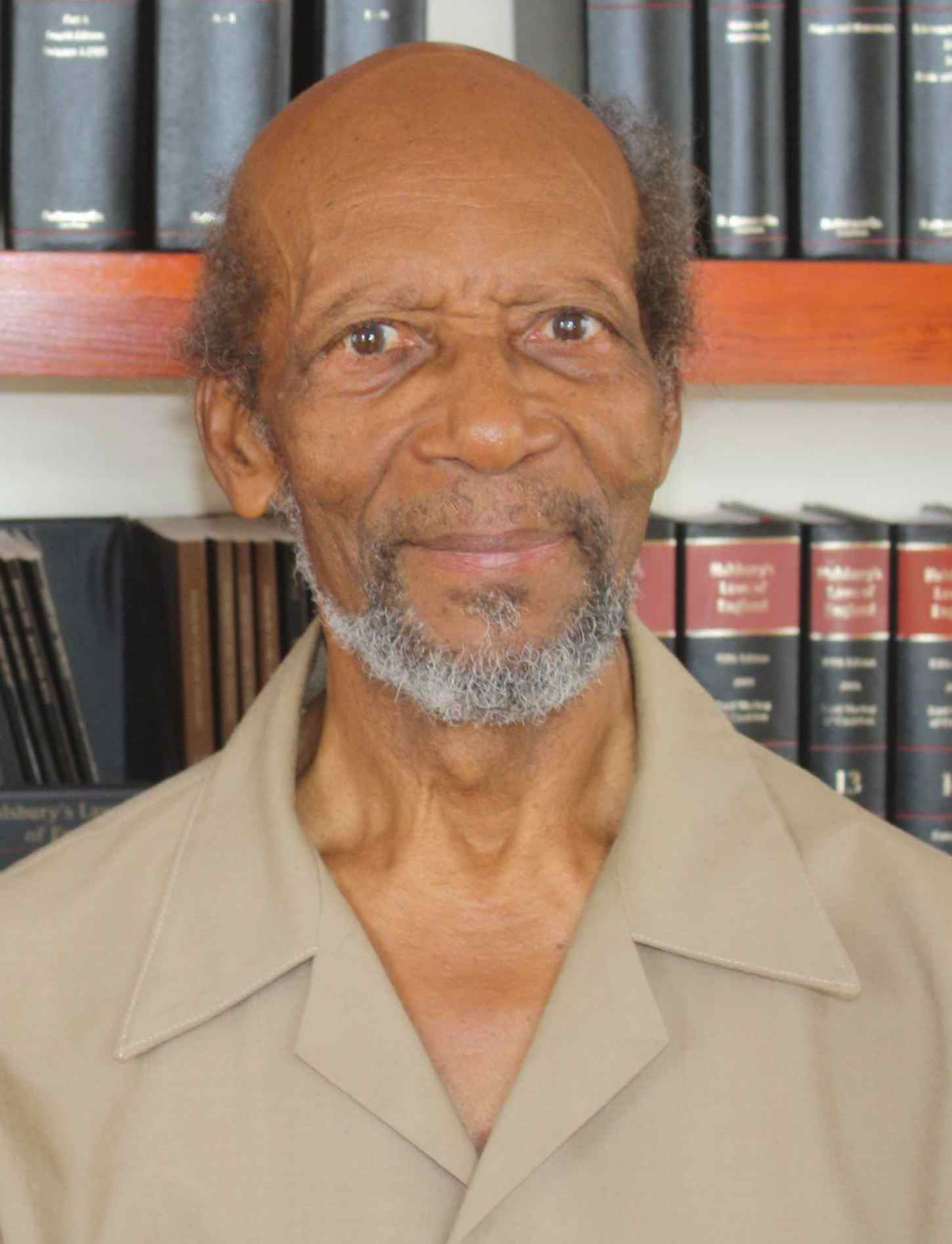
ダニエル・ウィリアムズ／10月2日没

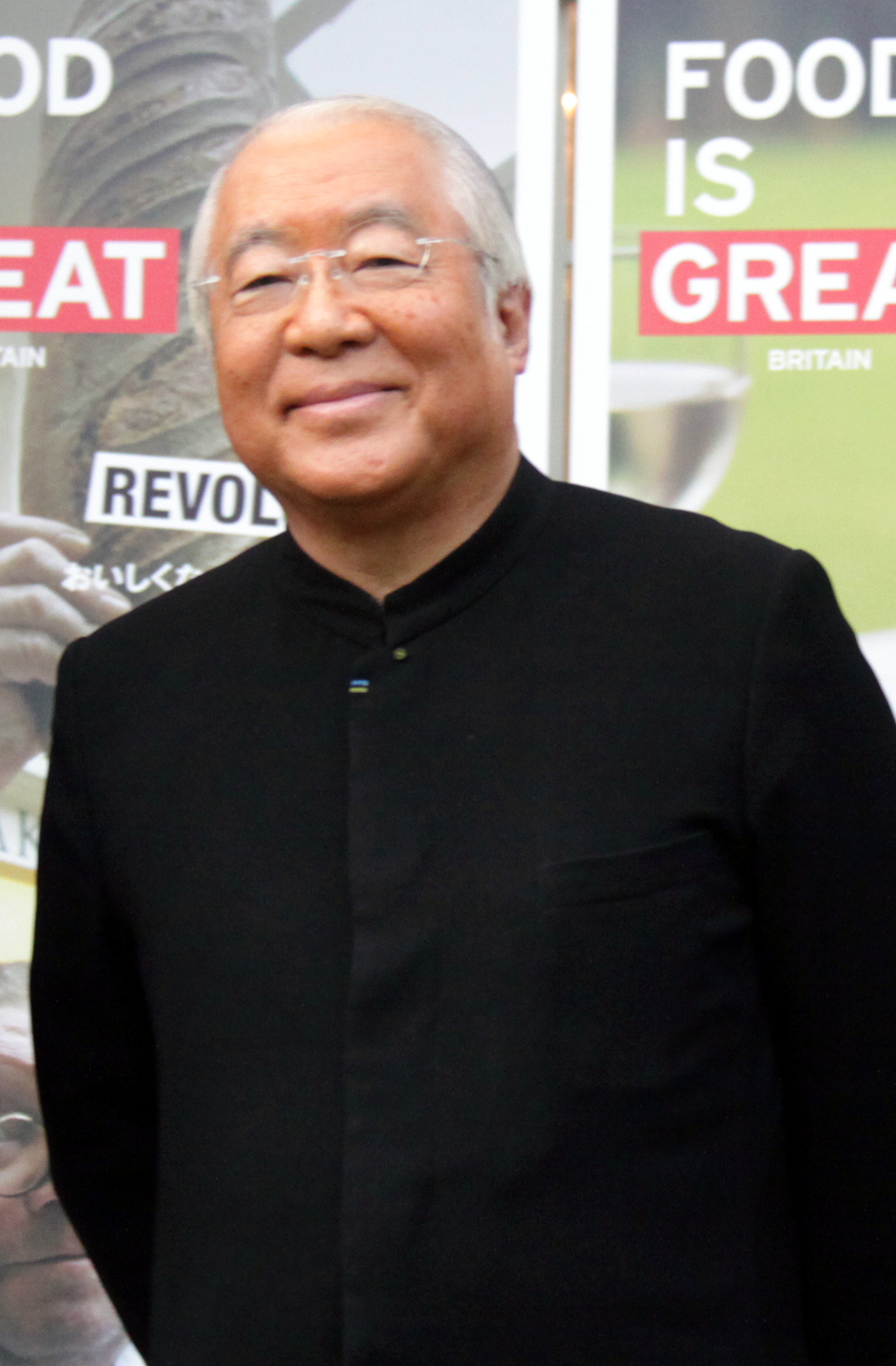
服部幸應／10月4日没

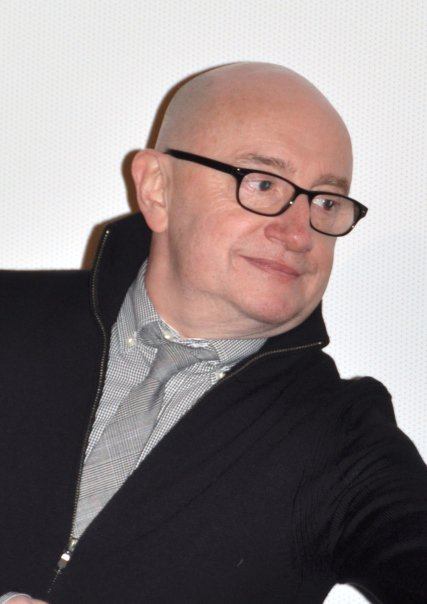
ミシェル・ブラン／10月4日没

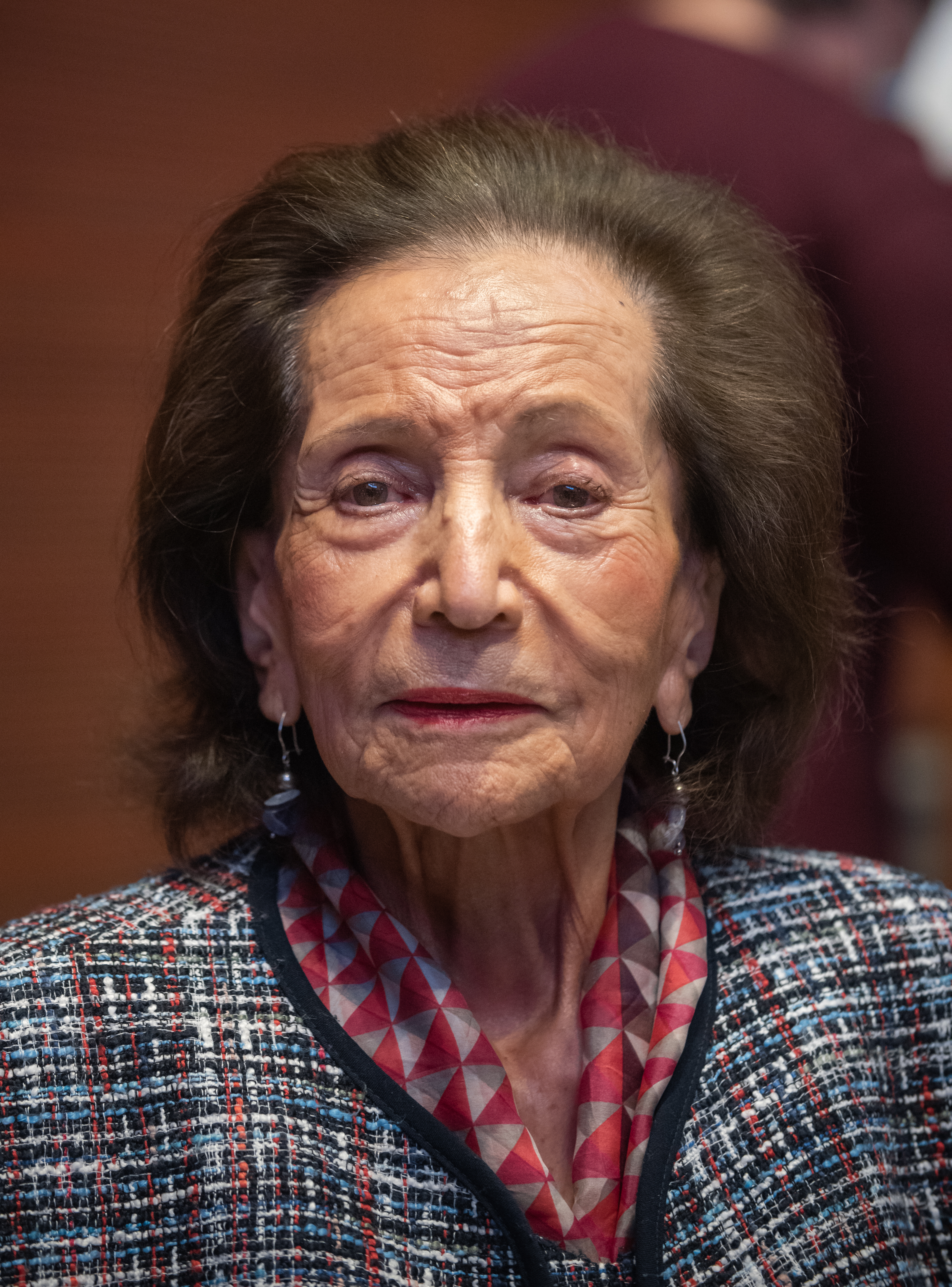
イフィヘニア・マルティネス／10月5日没

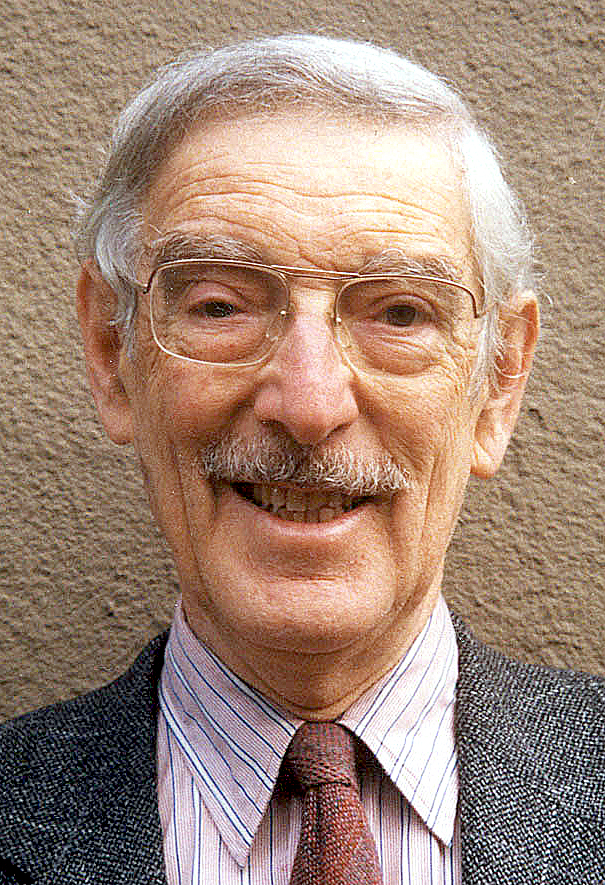
ブルース・エイムス／10月5日没

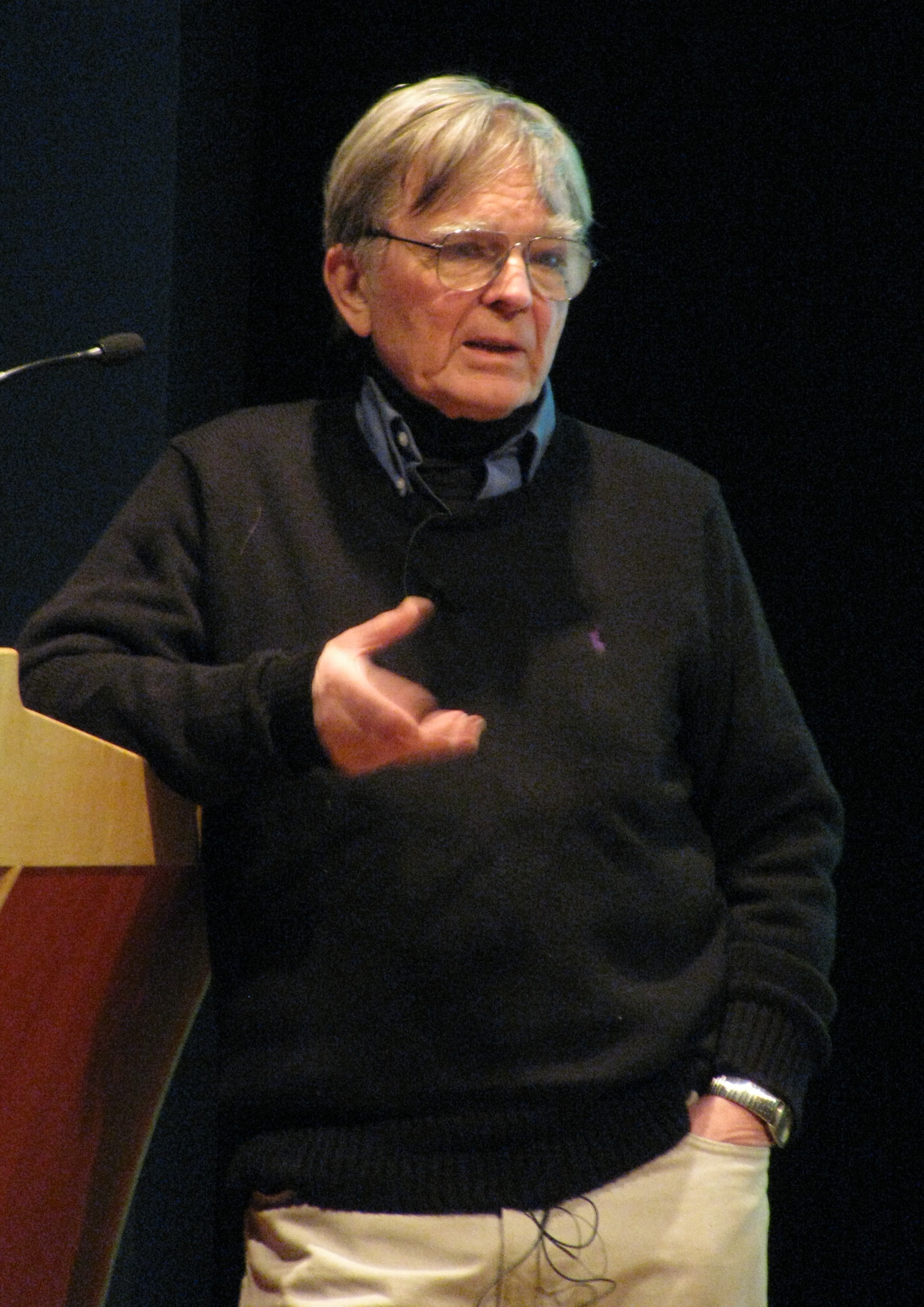
ロバート・クーヴァー／10月5日没

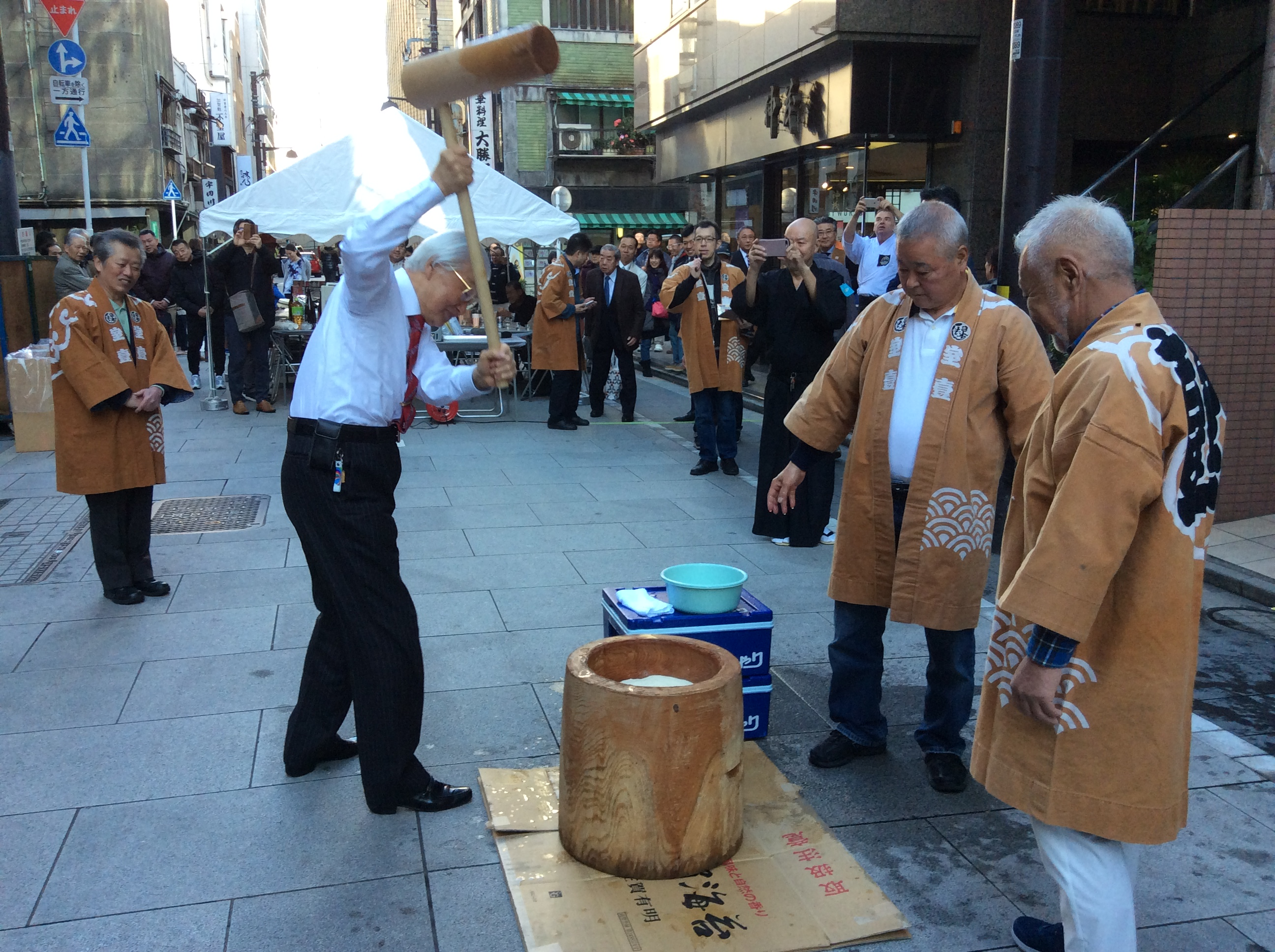
矢田美英（杵を持っている人物）／10月5日没

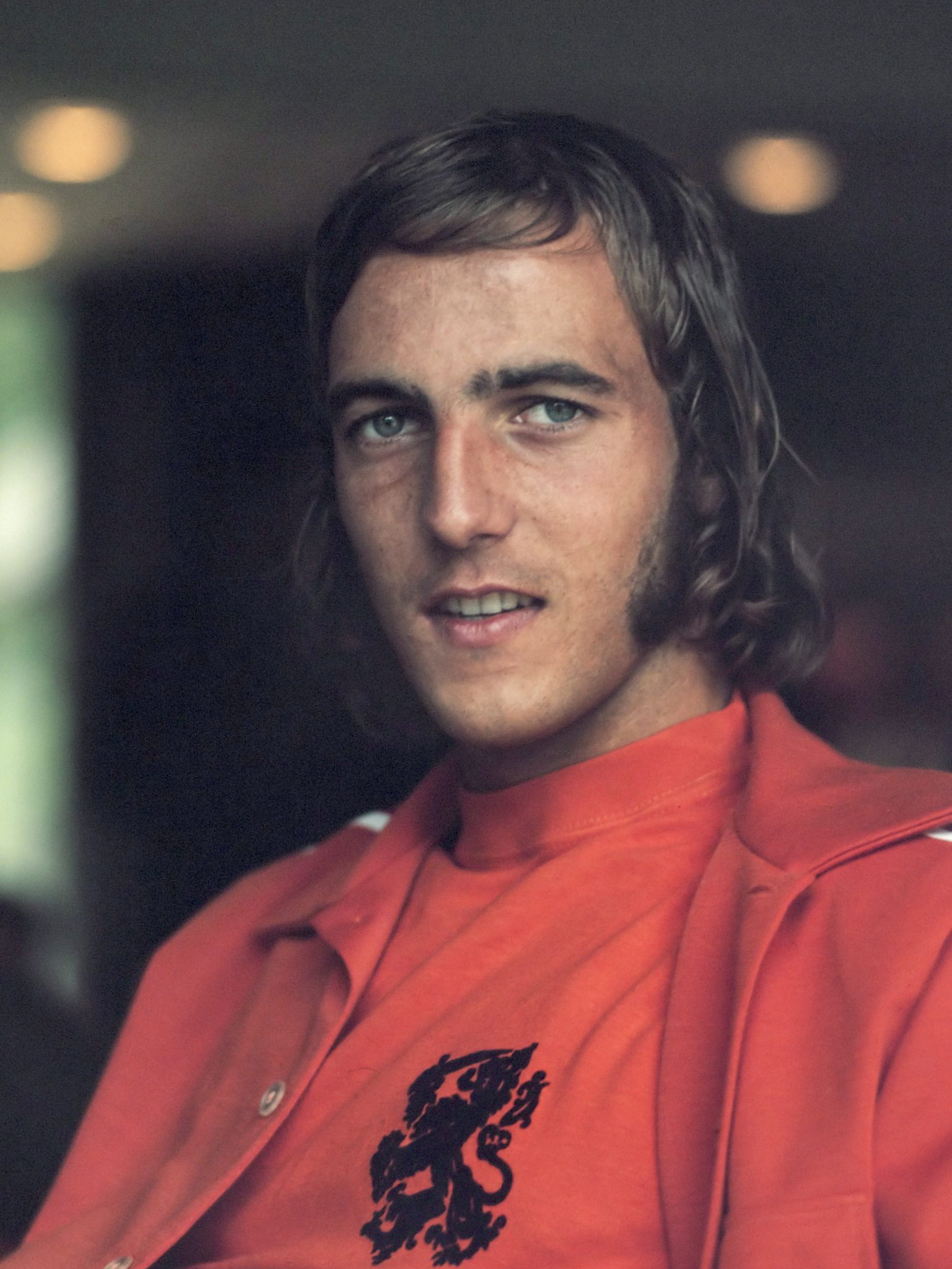
ヨハン・ネースケンス／10月6日没

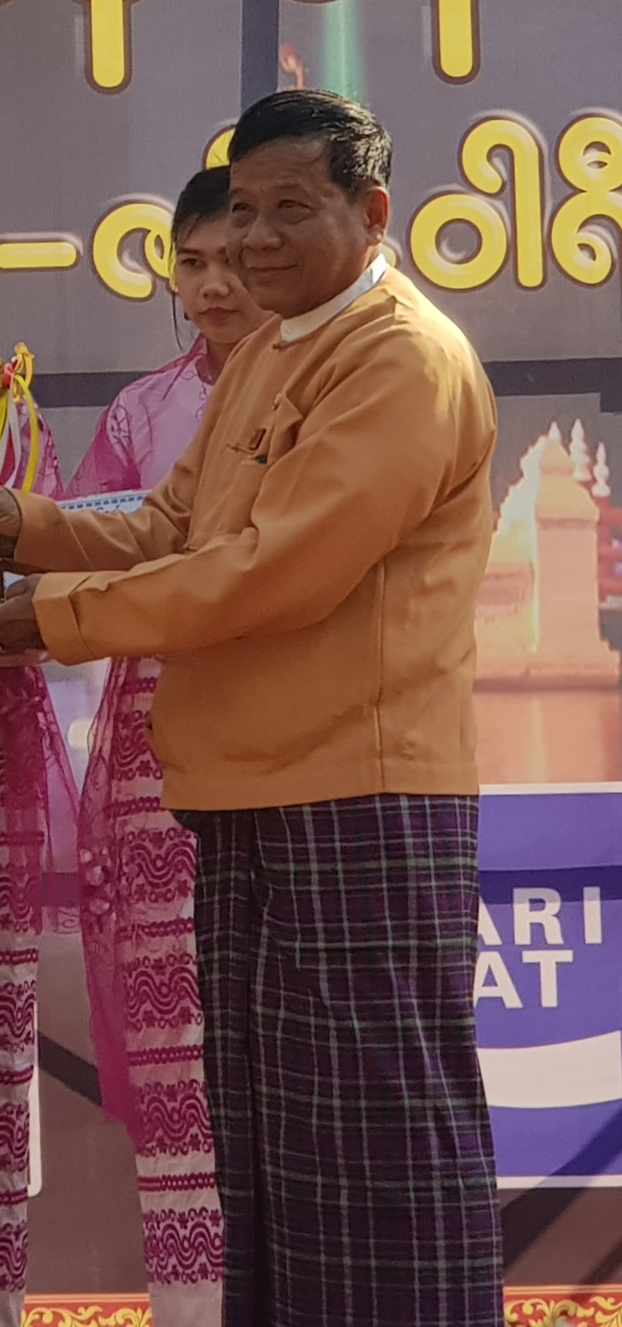
ゾー・ミン・マウン／10月7日没

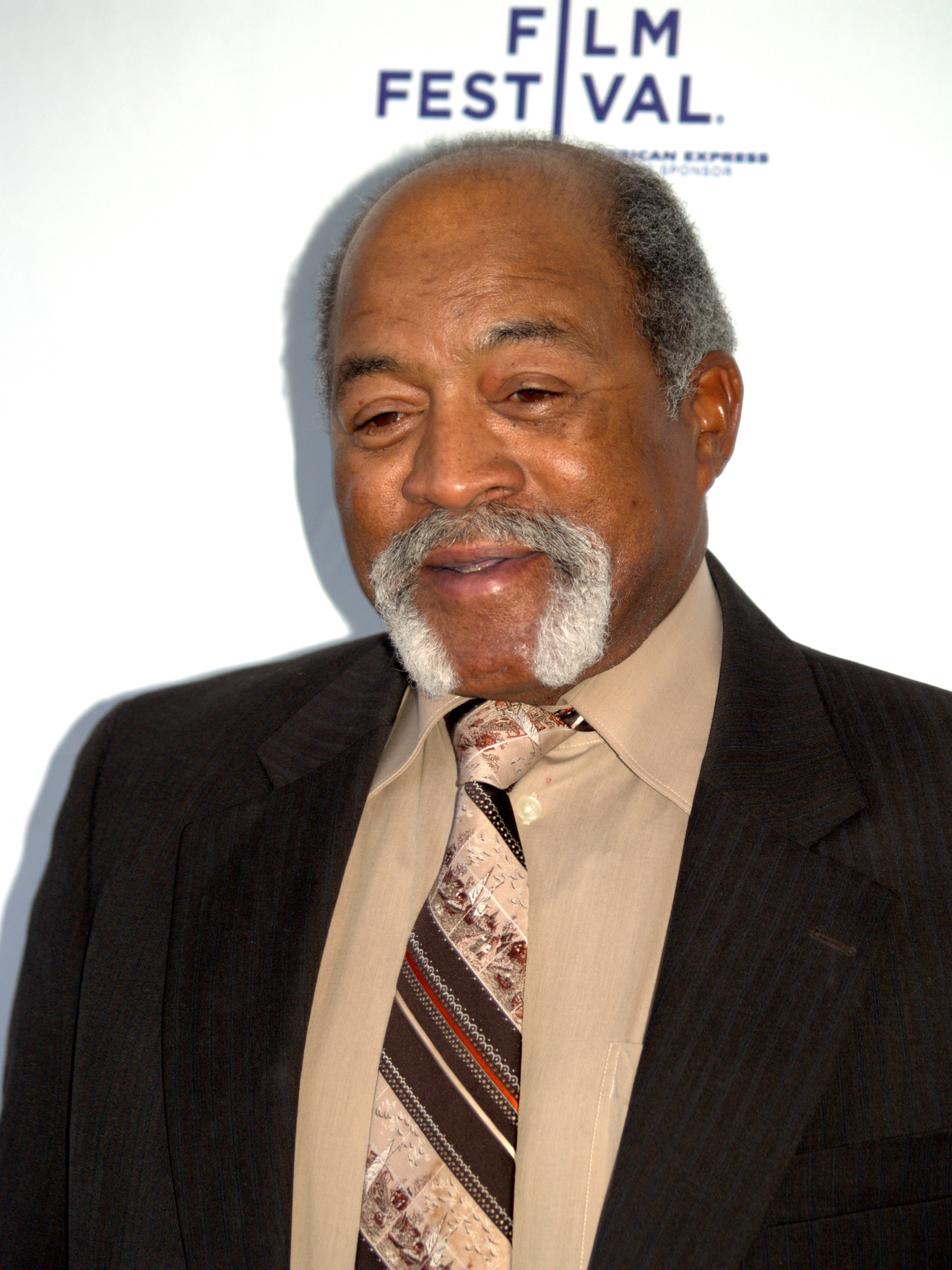
ルイス・ティアント／10月8日没

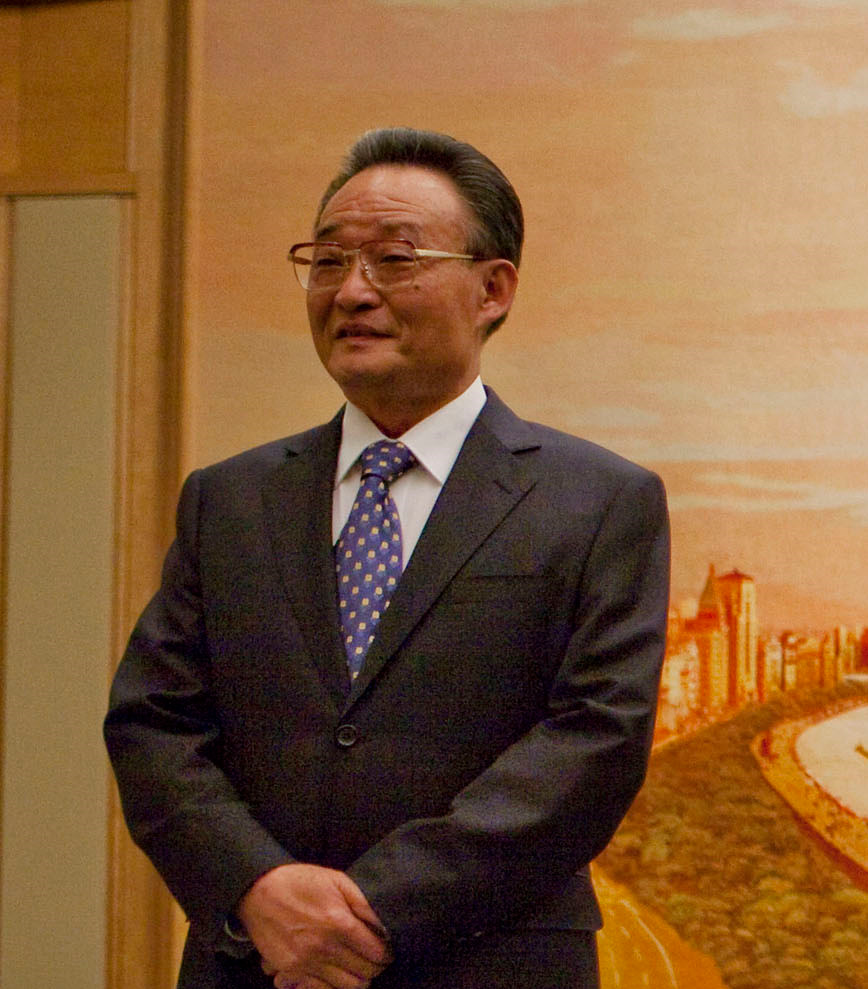
呉邦国／10月8日没

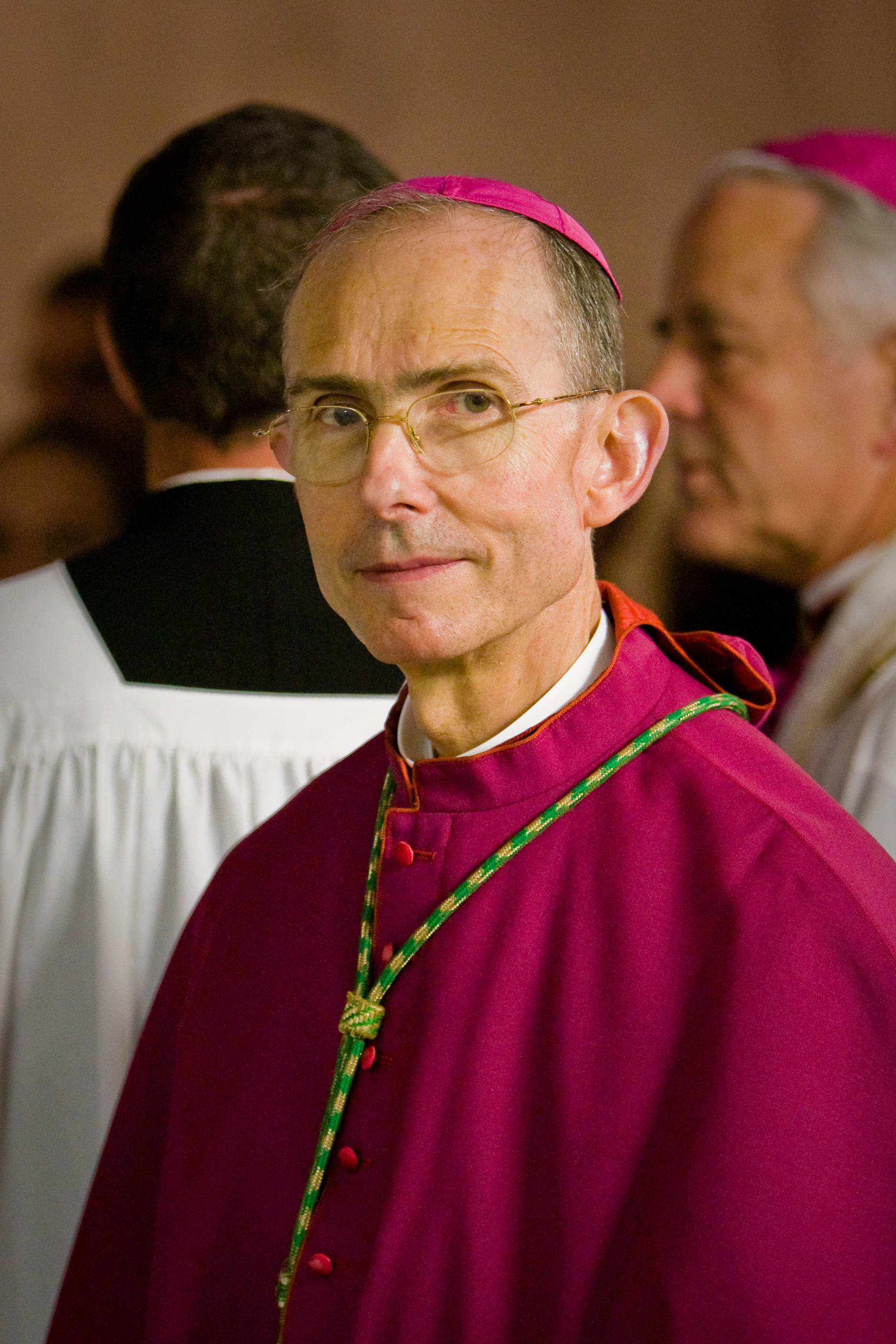
ベルナール・ティシエ・ド・マルレ／10月8日没

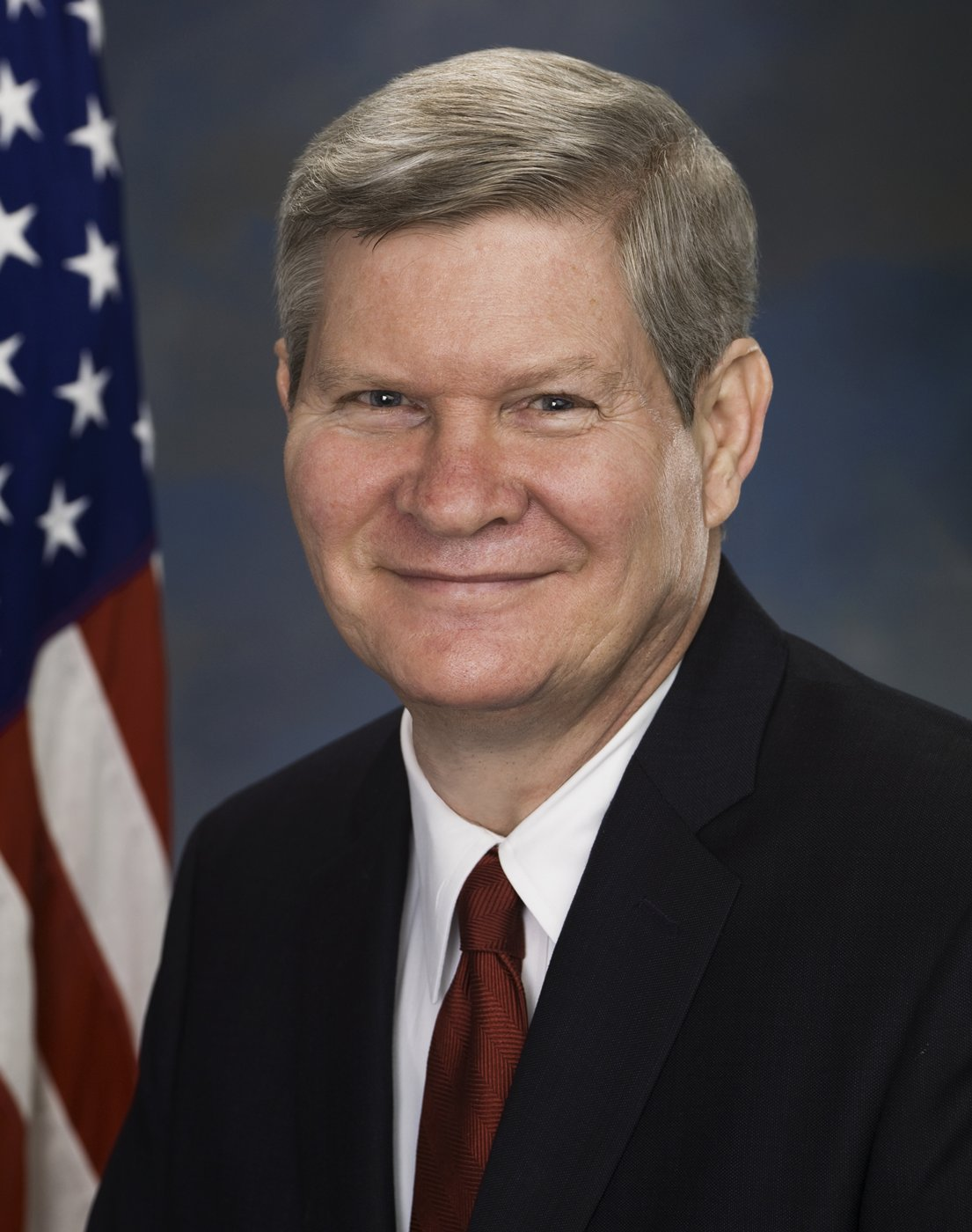
ティム・ジョンソン／10月8日没

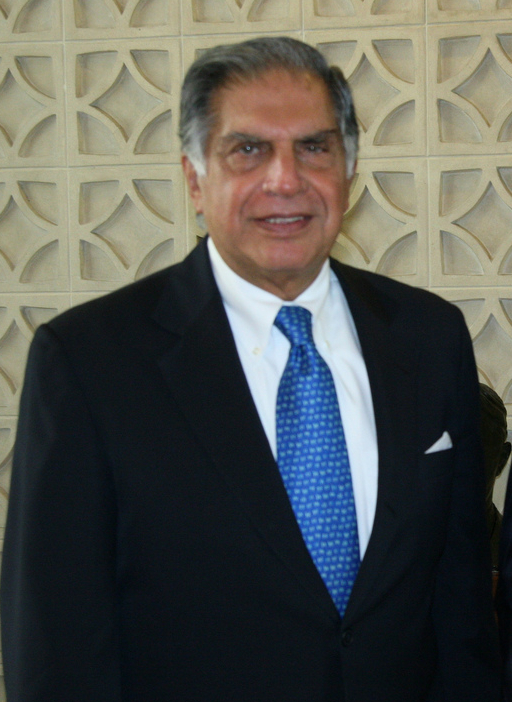
ラタン・タタ／10月9日没

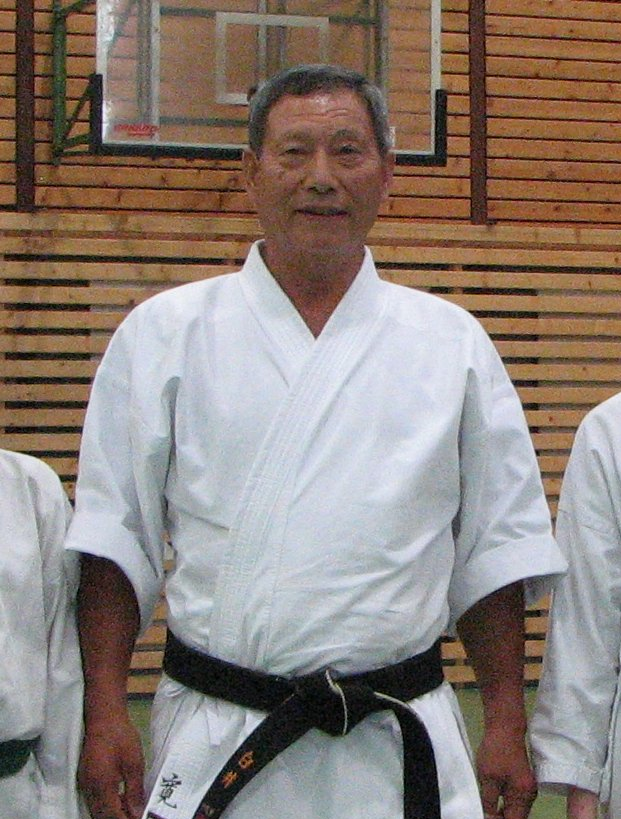
白井寛／10月9日没

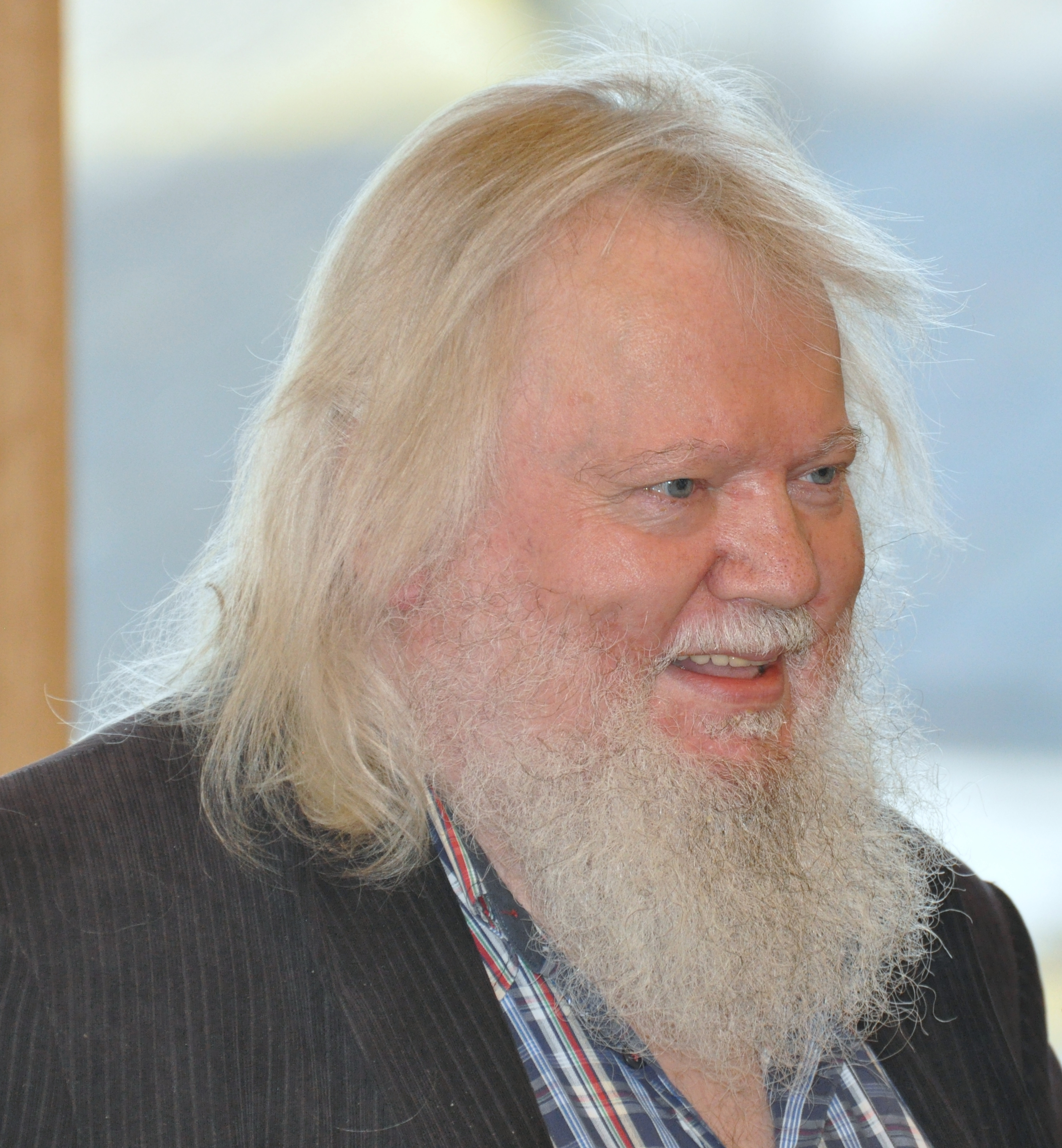
レイフ・セーゲルスタム／10月9日没

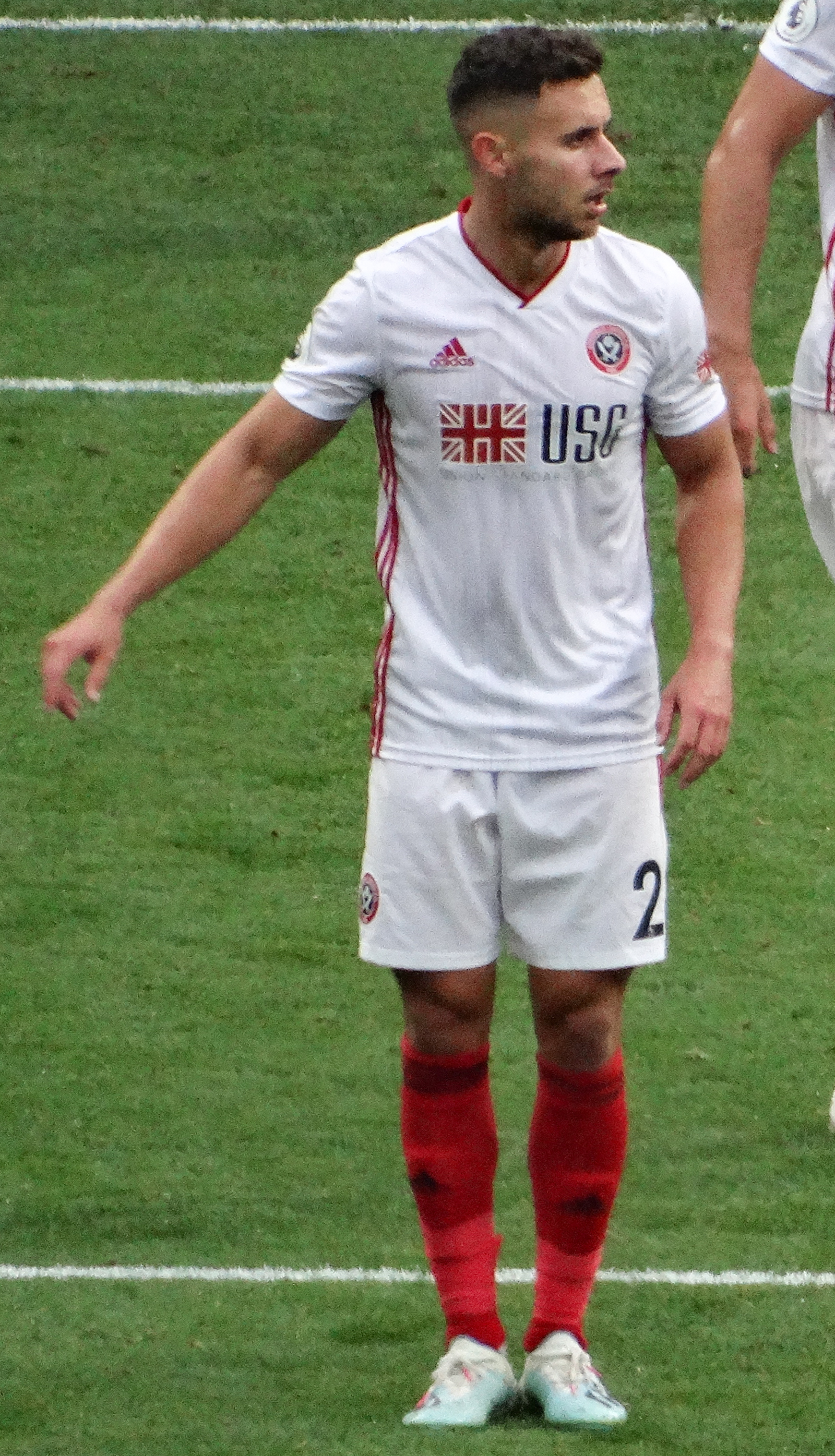
ジョージ・バルドック／10月9日没（遺体発見日）

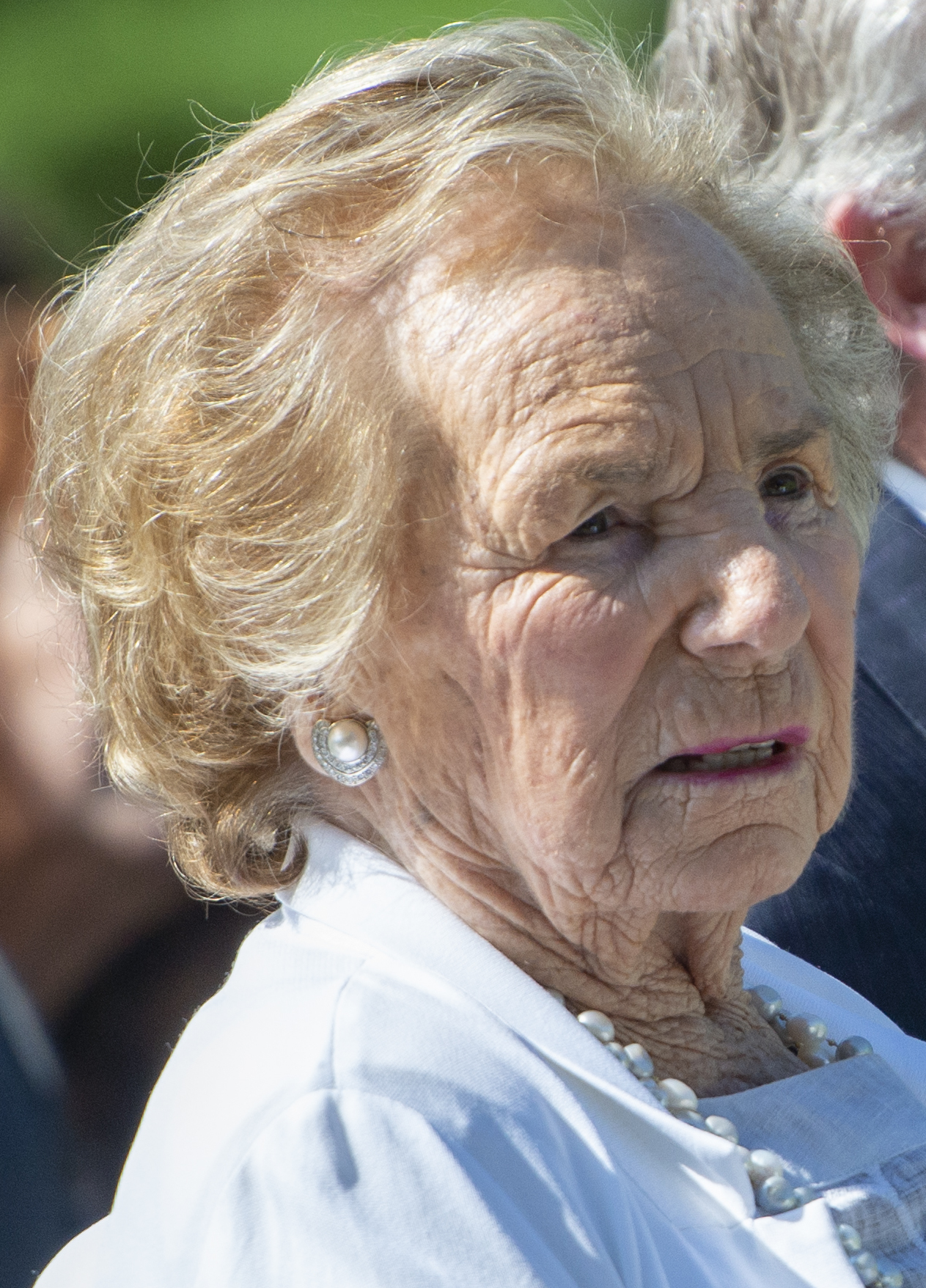
エセル・スカケル・ケネディ／10月10日没

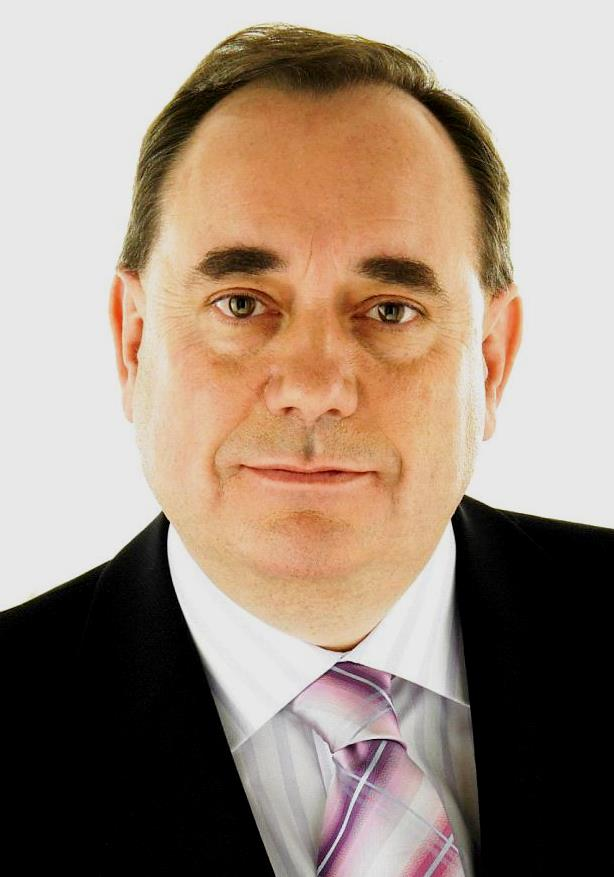
アレックス・サモンド／10月12日没

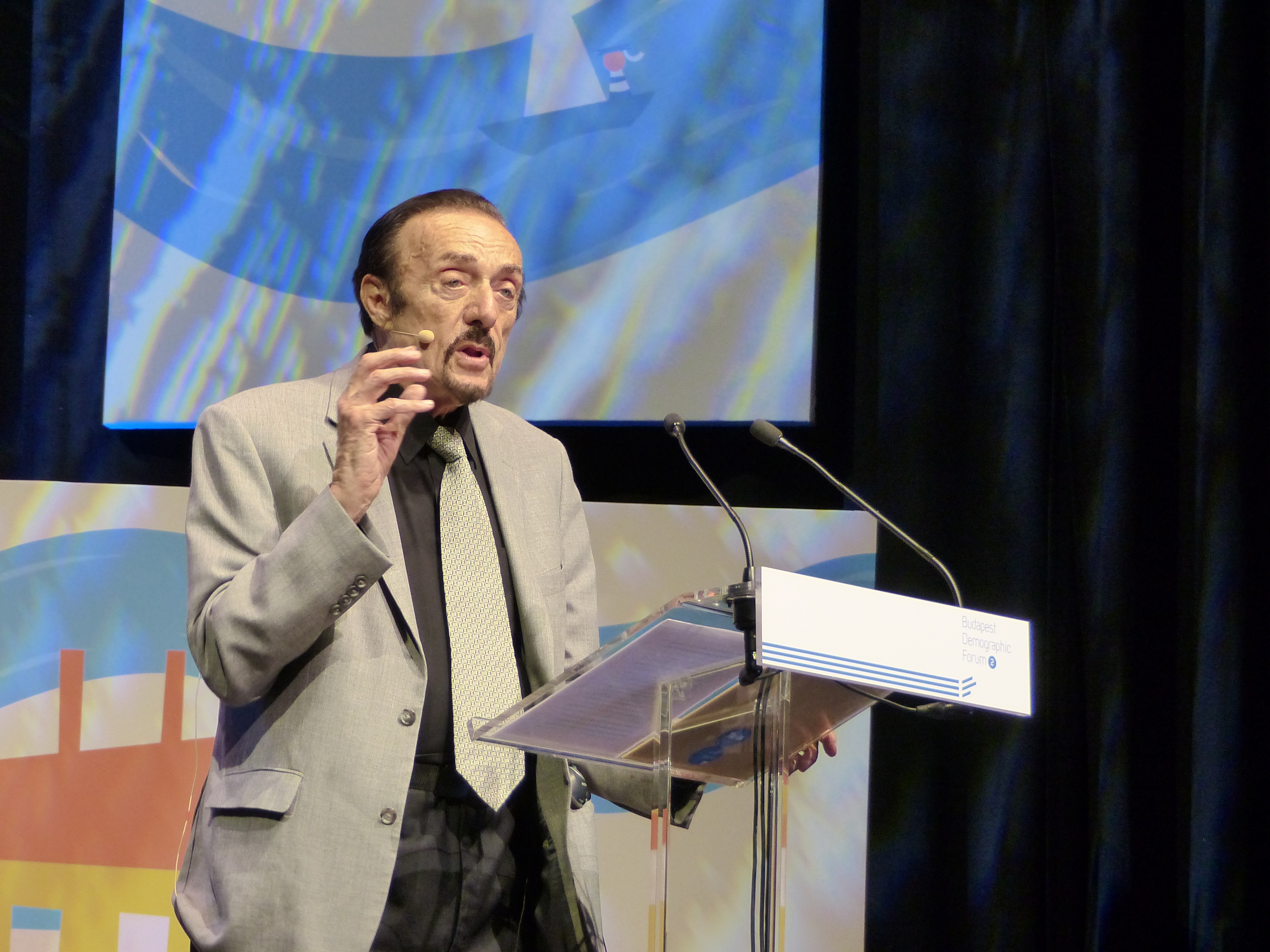
フィリップ・ジンバルドー／10月14日没

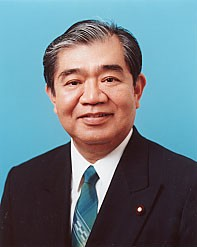
嘉数知賢／10月15日没

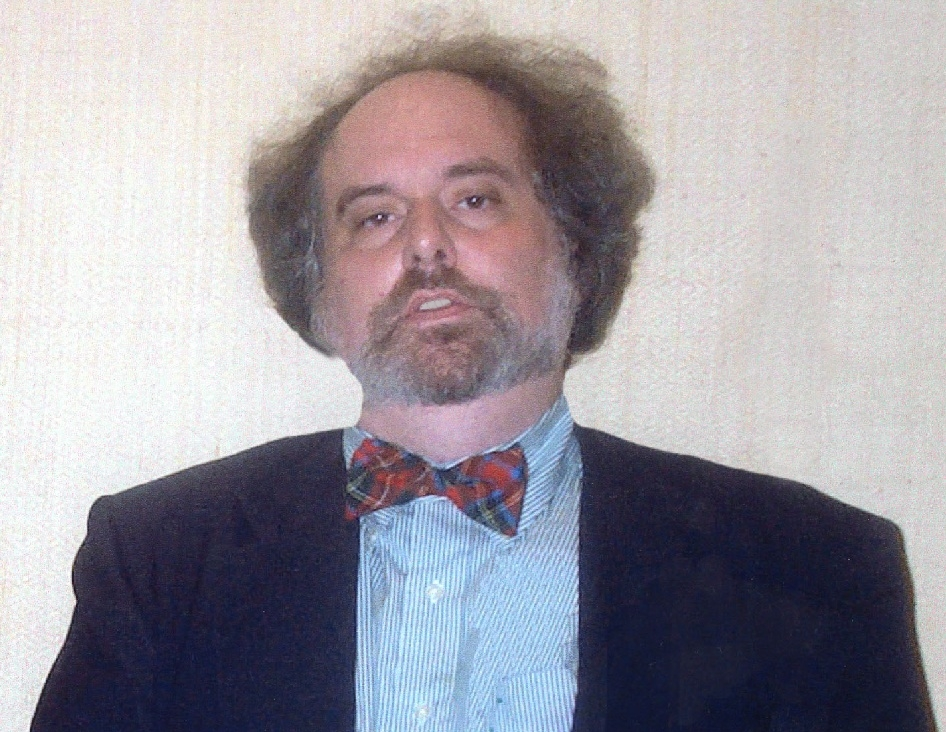
アレン・エマーソン／10月15日没

- 10月1日 - フランチェスコ・メルローニ（英語版、イタリア語版）、イタリアの実業家、政治家、アリストン・グループ（英語版）名誉会長、元公共事業相、元元老院・代議院議員（* 1925年）[1]
- 10月1日 - 田昭武（中国語版）、中華人民共和国の電気化学者、廈門大学教授・元学長（* 1927年）[2]
- 10月1日 - 中川裕雄、日本の実業家、元アンリツ社長（* 1935年）[3]
- 10月1日 - 李大鳳（朝鮮語版）、大韓民国の実業家、チャンビッグループ会長、ソウル芸術学園理事長（* 1941年）[4]
- 10月1日 - デニルソン・クストディオ・マシャド（英語版、ポルトガル語版）、ブラジルの元プロサッカー選手、元同国代表（* 1943年）[5]
- 10月1日 - マイケル・アンクラム（英語版）、イギリスの貴族【ロジアン侯爵】、弁護士、スキーヤー、フォークシンガー、政治家、貴族院議員、元北アイルランド担当相、元庶民院議員、元保守党議長・副党首、元スコットランド保守党議長（* 1945年）[6]
- 10月1日（訃報発表日） - ヴャチェスラフ・ドブルイニン（英語版、ロシア語版）、ソビエト連邦、ロシアの歌手、作曲家、ソングライター（* 1946年）[7]
- 10月1日 - セノン・フランコ・オカンポス（英語版、スペイン語版）、パラグアイのチェスプレーヤー、グランドマスター（* 1956年）[8]
- 10月1日 - 山下敏成、日本のアニメーター（* 生年不明）[9]
- 10月2日 - マルティン・シュレーダー（英語版、オランダ語版）、オランダの実業家、パイロット、マーティンエアー創業者（* 1931年）[10]
- 10月2日 - ダニエル・ウィリアムズ、グレナダの弁護士、作家、政治家、元総督、元国会議員（* 1935年）[11]
- 10月2日 - 奈路広、日本の写真家（* 1935年）[12]
- 10月2日（訃報発表日） - グイード・カルレージ（英語版、イタリア語版）、イタリアの元ロードサイクリスト（* 1936年）[13]
- 10月2日 - 新垣壬敏、日本のカトリック典礼音楽の作曲家、元白百合女子大学教授、元東京純心女子大学特任教授、元お茶の水女子大学・東京カトリック神学院講師（* 1938年）[14]
- 10月2日 - スージー・マクスウェル・バーニング、アメリカ合衆国のプロゴルファー、世界ゴルフ殿堂顕彰者（* 1941年）[15]
- 10月2日 - リュディガー・ヘニング（英語版、ドイツ語版）、ドイツの元ローイング競技選手、1968年オリンピック金メダリスト（* 1943年）[16]
- 10月2日 - 奥津雅人、日本のアナウンサー【北海道放送所属】（* 1949年または1950年）[17]
- 10月2日 - パブロ・ナハル（オランダ語版）、スリナム、オランダのジャズ・パラマリボップ（オランダ語版）のミュージシャン、作曲家（* 1952年）[18]
- 10月2日 - 村上達朗、日本の実業家、ボイルドエッグズ代表取締役（* 1952年）[19]
- 10月2日 - クラース・ファン・デル・ズワーハ（オランダ語版）、オランダのジャーナリスト、編集者、神学者、哲学者、作家（* 1955年）[20]
- 10月2日 - 福井康太、日本の法学者、大阪大学教授（* 1967年）[21]
- 10月3日 - イェシャヤフ・ガヴィッシュ（英語版、ヘブライ語版）、イスラエルの軍人、実業家、イスラエル国防軍少将、パルマッハ博物館共同創設者、元南部軍司令官（* 1925年）[22]
- 10月3日 - ボブ・スピーク（英語版）、アメリカ合衆国の元プロ野球選手（* 1930年）[23]
- 10月3日 - ピエール・クリスタン（英語版、フランス語版）、フランスの漫画家、脚本家、小説家（* 1938年）[24]
- 10月3日 - 吉田均、日本のトラックマン、競馬解説者（* 1949年）[25]
- 10月3日 - 矢村正、日本の元競輪選手（* 1950年）[26]
- 10月3日 - 新井徹、日本の実業家、元森永製菓社長（* 1950年）[27]
- 10月3日（空爆実施日） - ハーシム・サフィーディーン（英語版、アラビア語版）、レバノンのシーア派の聖職者、政治家、ヒズボラ執行評議会議長（* 1964年）[28][29]
- 10月4日 - ペタル・マティッチ・ドゥーレ（英語版、セルビア語版）、ユーゴスラビア、セルビアのパルチザン、軍人、ユーゴスラビア人民軍上級大将（* 1920年）[30]
- 10月4日 - 葉銘漢（中国語版）、中華人民共和国の高エネルギー物理学者、元中国科学院高エネルギー物理研究所所長（* 1925年）[31]
- 10月4日 - レア・ペリコーリ（英語版、イタリア語版）、イタリアのスポーツ解説者、ジャーナリスト、元テニス選手（* 1935年）[32]
- 10月4日 - 猪俣猛、日本のドラマー、RCCドラムスクール創設者（* 1936年）[33]
- 10月4日 - ヴィリー・ギーゼマン（英語版、ドイツ語版）、ドイツの元プロサッカー選手、元西ドイツ代表（* 1937年）[34]
- 10月4日 - 白栄基（朝鮮語版）、大韓民国の実業家、政治活動家、元韓国放送映像社長、元新民党公報部長・業務局長・人権副委員長（* 1941年）[35]
- 10月4日 - 服部幸應、日本の料理評論家、服部栄養専門学校理事長（* 1945年）[36]
- 10月4日（訃報発表日） - グレッグ・ランドリー、アメリカ合衆国の元プロアメリカンフットボール選手、指導者（* 1946年）[37]
- 10月4日（訃報発表日） - アナトリー・コニコフ（英語版、ウクライナ語版）、ソビエト連邦、ウクライナの元サッカー選手、指導者、元ソビエト連邦代表、元ウクライナサッカー連盟会長、1976年オリンピック銅メダリスト（* 1949年）[38]
- 10月4日 - ミシェル・ブラン、フランスのコメディアン、俳優、脚本家（* 1952年）[39]
- 10月4日 - イアン・アフレック（英語版）、カナダの理論物理学者、凝縮系物理学者、ブリティッシュコロンビア大学教授（* 1952年）[40]
- 10月4日 - ロウルデス・メンドーサ・デル・ソラル（英語版、スペイン語版）、ペルーの実業家、政治家、元第二副大統領、元共和国議会議員、元アレキパ市議会議員（* 1958年）[41]
- 10月4日 - クリストファー・チッコーネ（英語版）、アメリカ合衆国のインテリアデザイナー、ダンサー（* 1960年）[42]
- 10月4日 - マルロン・ペレス（英語版、スペイン語版）、コロンビアの元ロードサイクリスト（* 1976年）[43]
- 10月4日（訃報発表日） - ダニエル・ギマランエス（英語版）、ブラジルの元プロサッカー選手（* 1987年）[44]
- 10月5日（訃報発表日） - ミミス・プレッサス（英語版、ギリシア語版）、ギリシャの作曲家、指揮者、ピアニスト（* 1924年）[45]
- 10月5日 - イフィヘニア・マルティネス、メキシコの経済学者、外交官、政治家、代議院（英語版）議員・議長、元元老院（英語版）議員、ラテンアメリカ・カリブ経済委員会共同創設者、元国連大使、元メキシコ国立自治大学教授（* 1925年または1930年）[46]
- 10月5日 - ブルース・エイムス、アメリカ合衆国の生化学者、エイムス試験の開発者（* 1928年）[47]
- 10月5日 - A・Q・M・バドルッドジャ・チョードゥリー（英語版、ベンガル語版）、バングラデシュの医師、医学者、政治家、元大統領、元外相・副首相、元国会議員（* 1930年）[48]
- 10月5日 - 牛嶋正、日本の経済学者、政治家、名古屋市立大学名誉教授、元参議院議員【公明党・公明新党・新進党・黎明クラブなどに所属】（* 1931年）[49]
- 10月5日 - 白井佳夫、日本の映画評論家（* 1932年）[50]
- 10月5日 - 鄭喜卿（朝鮮語版）、大韓民国の女性運動家、教育者、政治家、元国会議員、元青江文化産業大学校（朝鮮語版）理事長、元梨花女子高等学校校長（* 1932年）[51]
- 10月5日 - ロバート・クーヴァー、アメリカ合衆国のフィクション作家、元ブラウン大学教授（* 1932年）[52]
- 10月5日 - 山藤馨、日本の電子工学者、九州大学名誉教授（* 1933年）[53]
- 10月5日 - 矢田美英、日本の政治家、元東京都中央区長（* 1940年）[54]
- 10月5日 - 布施秋夫、日本の実業家、元日本電子常務（* 1940年?）[55]
- 10月5日 - ナイーマ・ラムシャルキー（英語版、アラビア語版）、モロッコの女優（* 1943年）[56]
- 10月5日 - 小泉信一、日本のジャーナリスト、朝日新聞編集委員・横浜総局員（* 1961年）[57]
- 10月5日 - イルダル・ダディン（英語版、ロシア語版、タタール語版）、ロシアの政治活動家、反政府民兵（* 1982年）[58]
- 10月5日 - 三上大樹、日本のアナウンサー【テレビ朝日所属】（* 1986年）[59]
- 10月5日（訃報発表日） - サミー・バッソ（英語版、イタリア語版）、イタリアの分子生物学者、作家、イタリアプロジェリア協会創設者（* 1995年）[60]
- 10月6日 - 福山琢磨、日本の作家、実業家、新風書房社長（* 1934年）[61]
- 10月6日 - 清水信一、日本の実業家、元サンテレビジョン社長（* 1946年）[62]
- 10月6日 - ヨハン・ネースケンス、オランダの元プロサッカー選手、指導者、元同国代表（* 1951年）[63]
- 10月6日 - セフェディン・ブラホ（英語版）、アルバニアの元サッカー選手、元同国代表（* 1953年）[64]
- 10月6日 - ゲイザ・ヴァレント（英語版、チェコ語版）、チェコスロバキア、チェコの元円盤投選手（* 1953年）[65]
- 10月6日 - 宗和孝宏、日本の元オートバイレーサー、指導者（* 1965年）[66]
- 10月6日 - アレハンドロ・アルコス（スペイン語版）、メキシコの政治家、チルパンシンゴ市長（* 1981年）[67]
- 10月6日 - キピエゴン・ベット（英語版）、ケニアの中距離走選手（* 1998年）[68]
- 10月7日 - ローレ・ゼーガル（英語版、ドイツ語版）、オーストリア出身のアメリカ合衆国の作家、文学者、元コロンビア大学・プリンストン大学・イリノイ大学シカゴ校・オハイオ州立大学教員（* 1928年）[69]
- 10月7日（訃報発表日） - レジャイ・クタン（英語版、トルコ語版）、トルコの政治家、元エネルギー天然資源相・建設住居相、元美徳党・至福党党首（* 1930年）[70]
- 10月7日 - シシー・ヒューストン（英語版）、アメリカ合衆国のソウル・ゴスペルシンガー（* 1933年）[71]
- 10月7日 - ニコラス・プライヤー（英語版）、アメリカ合衆国の俳優（* 1935年）[72]
- 10月7日 - アリー・コペルマン（英語版）、アメリカ合衆国の実業家、元シャネル社長（* 1938年）[73]
- 10月7日 - ハンス・ファン・ヘメルト（英語版、オランダ語版）、オランダの音楽プロデューサー、作曲家、ソングライター（* 1945年）[74]
- 10月7日 - ゾー・ミン・マウン、ミャンマーの医師、政治家、政治犯、元人民代表院（英語版）議員、元マンダレー地方域首相（* 1951年）[75]
- 10月7日 - アモーリー・デュ・クロゼル（英語版、フランス語版）、フランスの指揮者、作曲家（* 1956年）[76]
- 10月7日 - 小野寺秀俊、日本の電子工学者、集積回路研究者、京都大学名誉教授、大阪学院大学教授（* 1956年?）[77]
- 10月7日 - 汪建民（中国語版）、中華民国（台湾）のタレント（* 1968年）[78]
- 10月8日 - ジョブ（英語版、フランス語版）（アンドレ・ジョバン）、スイスの漫画家（* 1927年）[79]
- 10月8日 - 安藤昭三、日本の実業家、元日本銀行大分支店長、元大分銀行頭取、元大分商工会議所会頭、元大分県商工会議所連合会長（* 1928年）[80]
- 10月8日 - ドン・マーシャル（英語版）、カナダの元プロアイスホッケー選手（* 1932年）[81]
- 10月8日 - ルイス・ティアント、キューバ出身のアメリカ合衆国の元プロ野球選手【クリーブランド・インディアンス、ボストン・レッドソックスなどに所属】（* 1940年）[82]
- 10月8日 - 呉邦国、中華人民共和国の政治家、元中国共産党中央政治局常務委員会委員・中央政治局委員・中央書記処書記・上海市委員会書記、元全国人民代表大会常務委員会委員長、元国務院副総理（* 1941年）[83]
- 10月8日 - ゲルルフス・ケルビム・パレイラ（英語版、インドネシア語版）、インドネシアのカトリック教会の聖職者、マウメレ教区名誉司教、元ウィーテブラ教区司教（* 1941年）[84]
- 10月8日（訃報発表日） - ホルヘ・アリアガダ（英語版、スペイン語版、フランス語版）、チリ、フランスの映画音楽の作曲家（* 1943年）[85]
- 10月8日 - ベルナール・ティシエ・ド・マルレ、フランスのカトリック教会の聖職者、聖ピオ十世会補佐司教、元聖ピオ十世会事務局長、元聖ピオ十世会国際神学校校長（* 1945年）[86]
- 10月8日 - ティム・ジョンソン、アメリカ合衆国の政治家、元上院・下院議員、元サウスダコタ州議会下院・上院議員（* 1946年）[87]
- 10月8日 - オマル・パルマ（英語版、スペイン語版）、アルゼンチンの元プロサッカー選手、指導者（* 1958年）[88]
- 10月9日 - リリー・エバート（英語版）、ハンガリー出身のイギリスの作家、ホロコースト生存者（* 1923年）[89]
- 10月9日 - ピエール・ヴェルニエ（英語版、フランス語版）、フランスの俳優（* 1931年）[90]
- 10月9日 - 柳沢源内、日本のエンジニア、発明家、実業家、エンジニアリングシステム創業者（* 1933年?）[91]
- 10月9日（訃報発表日） - エリサ・モンテス（英語版、スペイン語版）、スペインの女優（* 1934年）[92]
- 10月9日 - ラタン・タタ、インドの実業家、タタ・グループ名誉会長（* 1937年）[93]
- 10月9日 - 白井寛、日本の空手家（* 1937年）[94]
- 10月9日 - 馬永偉（中国語版）、中華人民共和国の銀行家、元中国保険監督管理委員会（中国語版）主席、元中国人民保険（中国語版）董事長・総経理、元中国農業銀行銀行長（* 1942年）[95]
- 10月9日 - ハドリアーン・ファン・ネス（英語版、オランダ語版）、オランダの元ローイング競技選手、1968年オリンピック銀メダリスト（* 1942年）[96]
- 10月9日 - レイフ・セーゲルスタム、フィンランドの指揮者、作曲家（* 1944年）[97]
- 10月9日 - 西岡利記、日本の政治家、和歌山県広川町長（* 1950年）[98]
- 10月9日 - ディーター・ブルデンスキ（英語版、ドイツ語版）、ドイツの元プロサッカー選手、元西ドイツ代表（* 1950年）[99]
- 10月9日 - リー・ウェイリン（英語版、中国語版）、シンガポールの神経内科医、元国立神経学研究所所長（* 1955年）[100]
- 10月9日 - アレクサンドル・プチコフ（英語版、ロシア語版）、ソビエト連邦、ロシアの元ハードル競走選手、1980年オリンピック銅メダリスト（* 1957年）[101]
- 10月9日 - 金原亭馬遊、日本の落語家（* 1966年）[102]
- 10月9日（遺体発見日） - ジョージ・バルドック、イギリス出身のギリシャのプロサッカー選手、ギリシャ代表（* 1993年）[103]
- 10月10日 - エセル・スカケル・ケネディ、アメリカ合衆国の人権活動家（* 1928年）[104]
- 10月10日 - 陳先達（中国語版）、中華人民共和国のマルクス哲学者、教育者、中国人民大学名誉教授（* 1930年）[105]
- 10月10日 - レシェク・モチュルスキ（英語版、ポーランド語版）、ポーランドの民主化運動家、人権活動家、歴史学者、地政学者、政治家、元国会議員（* 1930年）[106]
- 10月10日 - ピーター・コーマック（英語版）、イギリスの元プロサッカー選手、指導者、元スコットランド代表（* 1946年）[107]
- 10月10日 - ゲイレン・ピッツ（英語版）、アメリカ合衆国の元プロ野球選手、指導者（* 1946年）[108]
- 10月10日 - 草刈健一、日本の模型製作者（* 1961年?）[109]
- 10月10日 - エル・タイガー（英語版、スペイン語版）、キューバのラッパー、レゲトン歌手（* 1987年）[110][111]
- 10月11日 - 尾崎邑鵬、日本の書家、読売書法会最高顧問（* 1924年）[112]
- 10月11日 - ロジャー・ブラウン（英語版）、アメリカ合衆国の俳優、声優（* 1930年）[113]
- 10月11日 - 瘂弦（中国語版）、中華民国（台湾）の詩人、編集者、元聯合報副編集長（* 1932年）[114]
- 10月11日 - 木下信親、日本の実業家、元フジテレビジョン専務（* 1932年?）[115]
- 10月11日（訃報発表日） - フロー・アドコック（英語版）、ニュージーランドの詩人（* 1934年）[116]
- 10月11日 - ブランコ・ラショヴィッチ（英語版、セルビア語版）、ユーゴスラビア、モンテネグロの元プロサッカー選手、元ユーゴスラビア代表（* 1942年）[117]
- 10月11日 - 大谷恭子、日本の弁護士（* 1950年?）[118]
- 10月11日 - 張友驊（中国語版）、中華民国（台湾）のジャーナリスト、コメンテーター（* 1953年）[119]
- 10月11日 - ビセンテ・フアン・セグラ（英語版、スペイン語版）、スペインのカトリック教会の聖職者、バレンシア教区名誉補佐司教、元イビサ教区司教（* 1955年）[120]
- 10月12日 - リリアン・シュワルツ、アメリカ合衆国のアーティスト（* 1927年）[121]
- 10月12日 - チャールズ・エドワード・スポーク、アメリカ合衆国の実業家、元ナショナルセミコンダクター会長・最高経営責任者（* 1927年）[122]
- 10月12日 - マルガレーテ・ミュラー（英語版、ドイツ語版）、東ドイツ、ドイツの政治家、元ドイツ社会主義統一党中央委員会委員・政治局候補委員、元国家評議会評議員、元人民議会議員（* 1931年）[123]
- 10月12日 - ジャン＝フランソワ・ピシュラル（英語版、フランス語版）、フランスの放射線科医師、政治家、元元老院議員、元エクス＝アン＝プロヴァンス市長（* 1934年）[124]
- 10月12日 - アリー・トレド（英語版、ポルトガル語版）、ブラジルのコメディアン（* 1937年）[125]
- 10月12日 - 山野景章、日本の実業家、俳優、山野美容商事会長（* 1943年）[126]
- 10月12日（訃報発表日） - 川﨑龍治、日本の撮影技師（* 1946年）[127]
- 10月12日 - アレックス・サモンド、イギリスの政治家、アルバ党（英語版）党首、元スコットランド首相、元庶民院議員、元スコットランド議会議員、元スコットランド国民党党首（* 1954年）[128]
- 10月12日 - オルドジッヒ・ヴラサーク（英語版、チェコ語版）、チェコスロバキア、チェコの環境学者、政治家、フラデツ・クラーロヴェー市議会議員、元欧州議会議員・副議長、元フラデツ・クラーロヴェー州議会議員、元フラデツ・クラーロヴェー市長（* 1955年）[129]
- 10月12日 - 岡村誠、日本の公共経済学者、広島大学名誉教授（* 1956年）[130]
- 10月12日 - ティト・ムボウェニ（英語版、ツォンガ語版、ベンダ語版）、南アフリカ共和国の政治家、元財務相・労働相、元南アフリカ準備銀行総裁（* 1959年）[131]
- 10月13日 - 松井良夫、日本の政治家、元大阪府議会議員・議長（* 1937年）[132]
- 10月13日 - クォン・ソンドク（朝鮮語版）、大韓民国の俳優（* 1940年）[133]
- 10月13日 - 松原彰雄、日本の実業家、元豊田合成会長（* 1942年?）[134]
- 10月13日 - リビー・タイタス、アメリカ合衆国のシンガーソングライター（* 1947年）[135]
- 10月13日 - マイラ・ゴメス・ケンプ（英語版、スペイン語版）、キューバ出身のスペインのテレビ司会者、女優、歌手、ラジオパーソナリティ（* 1948年）[136]
- 10月13日（訃報発表日） - アレクサンドル・スモレンスキー、ソビエト連邦、ロシアの銀行家、実業家、オリガルヒ（* 1954年）[137]
- 10月13日 - 王文海（中国語版）、中華人民共和国の政治家、元河南省司法庁庁長（* 1955年）[138]
- 10月13日 - 定塚誠、日本の裁判官、弁護士、ジャニーズ被害者救済委員会委員長（* 1957年）[139]
- 10月13日 - ヤンネ・プハッカ（英語版、フィンランド語版）、フィンランドの元プロアイスホッケー選手（* 1995年）[140]
- 10月14日 - 渡邊綱纜、日本の実業家、元宮交シティ社長、元宮崎県芸術文化協会会長、元宮崎産業経営大学教授（* 1931年）[141]
- 10月14日 - フィリップ・ジンバルドー、アメリカ合衆国の心理学者、作家、スタンフォード大学名誉教授（* 1933年）[142]
- 10月14日 - 中川李枝子、日本の児童文学者、絵本作家（* 1935年）[143]
- 10月14日 - 村瀬継蔵、日本の舞台美術家、造形家（* 1935年）[144]
- 10月14日 - 高橋秀夫、日本の実業家、元近畿日本ツーリスト社長（* 1938年）[145]
- 10月15日 - 滝見晴郎、日本の実業家、元三菱商事取締役（* 1929年?）[146]
- 10月15日 - バド・デイリー（英語版）、アメリカ合衆国の元プロ野球選手（* 1932年）[147]
- 10月15日 - 野村悦夫、日本の実業家、元ホーネンコーポレーション社長、元J-オイルミルズ会長（* 1935年）[148]
- 10月15日 - 小川元、日本の外交官、政治家、元衆議院議員【自由民主党所属】、元駐チリ大使（* 1939年）[149]
- 10月15日 - アントニオ・スカルメタ（英語版、スペイン語版）、チリの作家、チリ大学教授（* 1940年）[150]
- 10月15日 - 松本喜臣、日本の演出家、劇団シアター・ウィークエンド顧問（* 1940年）[151]
- 10月15日 - 嘉数知賢、日本の政治家、元衆議院議員、元沖縄県議会議員・議長【自由民主党所属】（* 1941年）[152]
- 10月15日 - マイク・ジャクソン（英語版）、イギリスの陸軍軍人、イギリス陸軍大将、元陸軍参謀総長、元陸軍最高司令官（英語版）（* 1944年）[153]
- 10月15日 - 目崎茂和、日本の自然地理学者、サンゴ礁研究者、三重大学名誉教授、元南山大学教授、元世界自然保護基金ジャパン評議員（* 1945年）[154]
- 10月15日 - 薦田和隆、日本の実業家、元西華産業社長（* 1951年?）[155]
- 10月15日 - ジャン＝ジャック・ンドンバ（英語版、フランス語版）、コンゴ共和国の元プロサッカー選手、元同国代表（* 1954年）[156]
- 10月15日 - アレン・エマーソン、アメリカ合衆国の計算機科学者、テキサス大学オースティン校教授（* 1954年）[157]

## 16日 - 31日

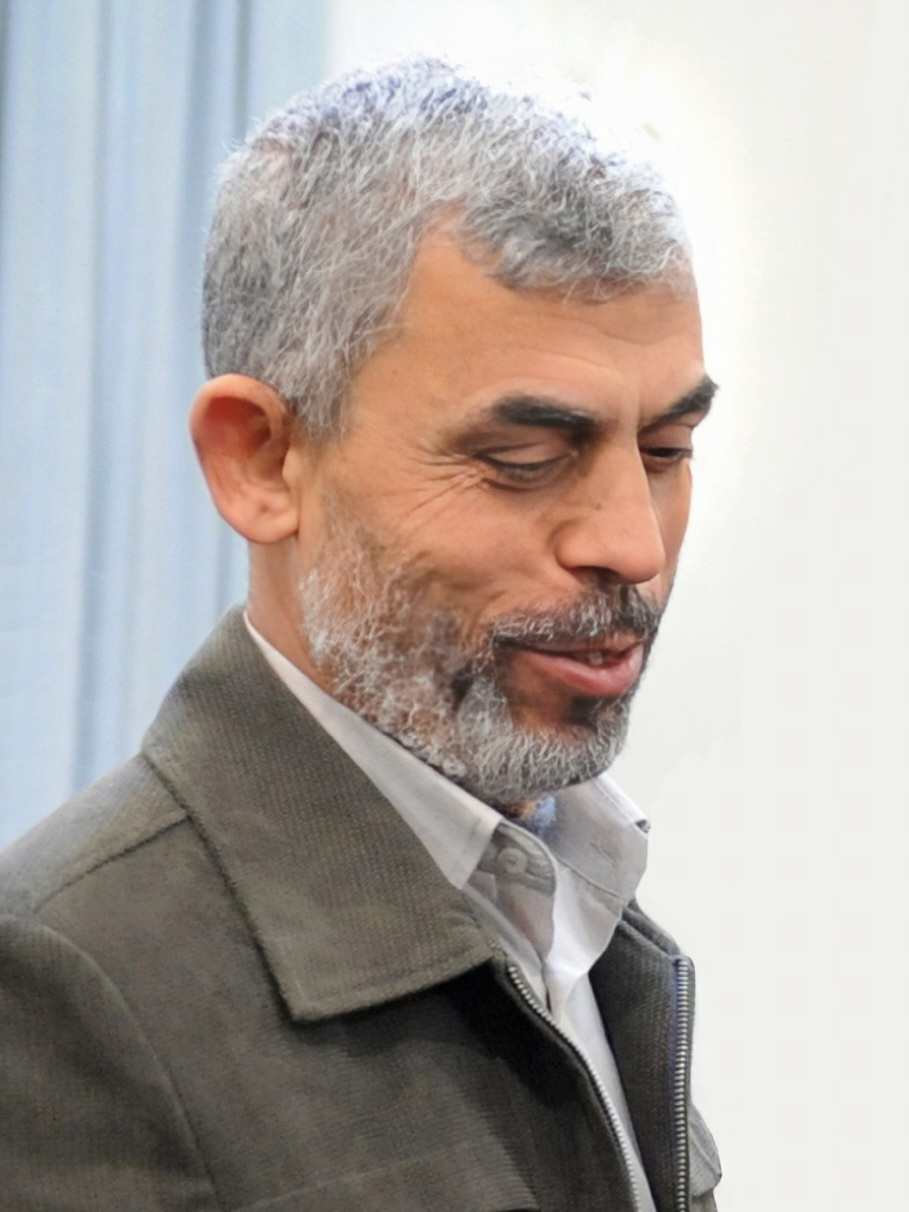
ヤヒヤ・シンワル／10月16日没

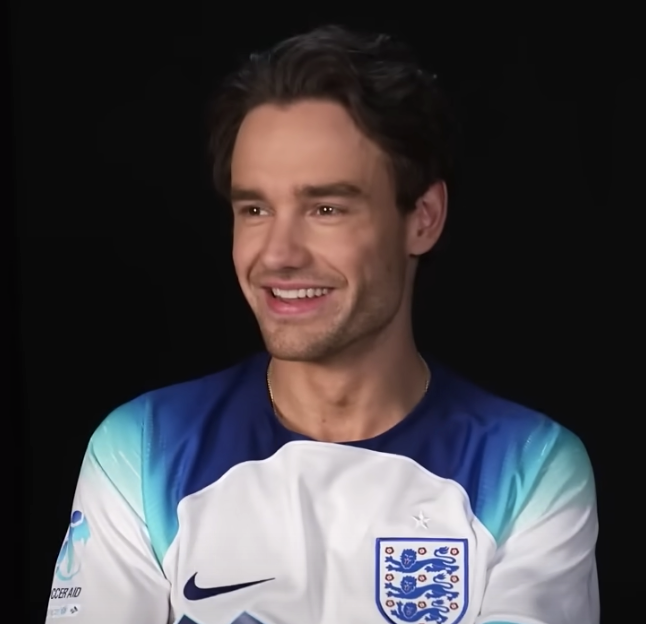
リアム・ペイン／10月16日没

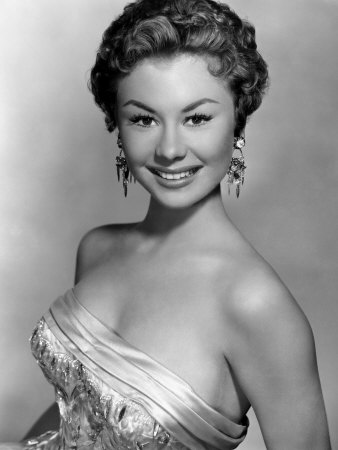
ミッツィ・ゲイナー／10月17日没

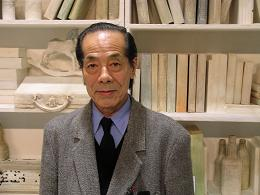
高階秀爾／10月17日没

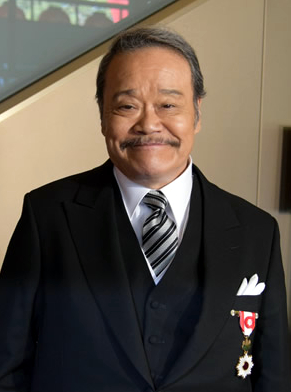
西田敏行／10月17日没

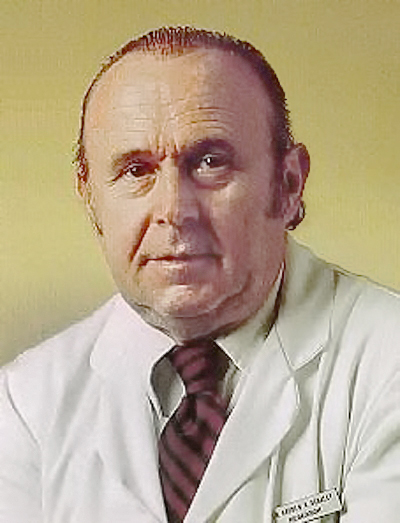
アンドルー・ウィクター・シャリー／10月18日没（訃報発表日）

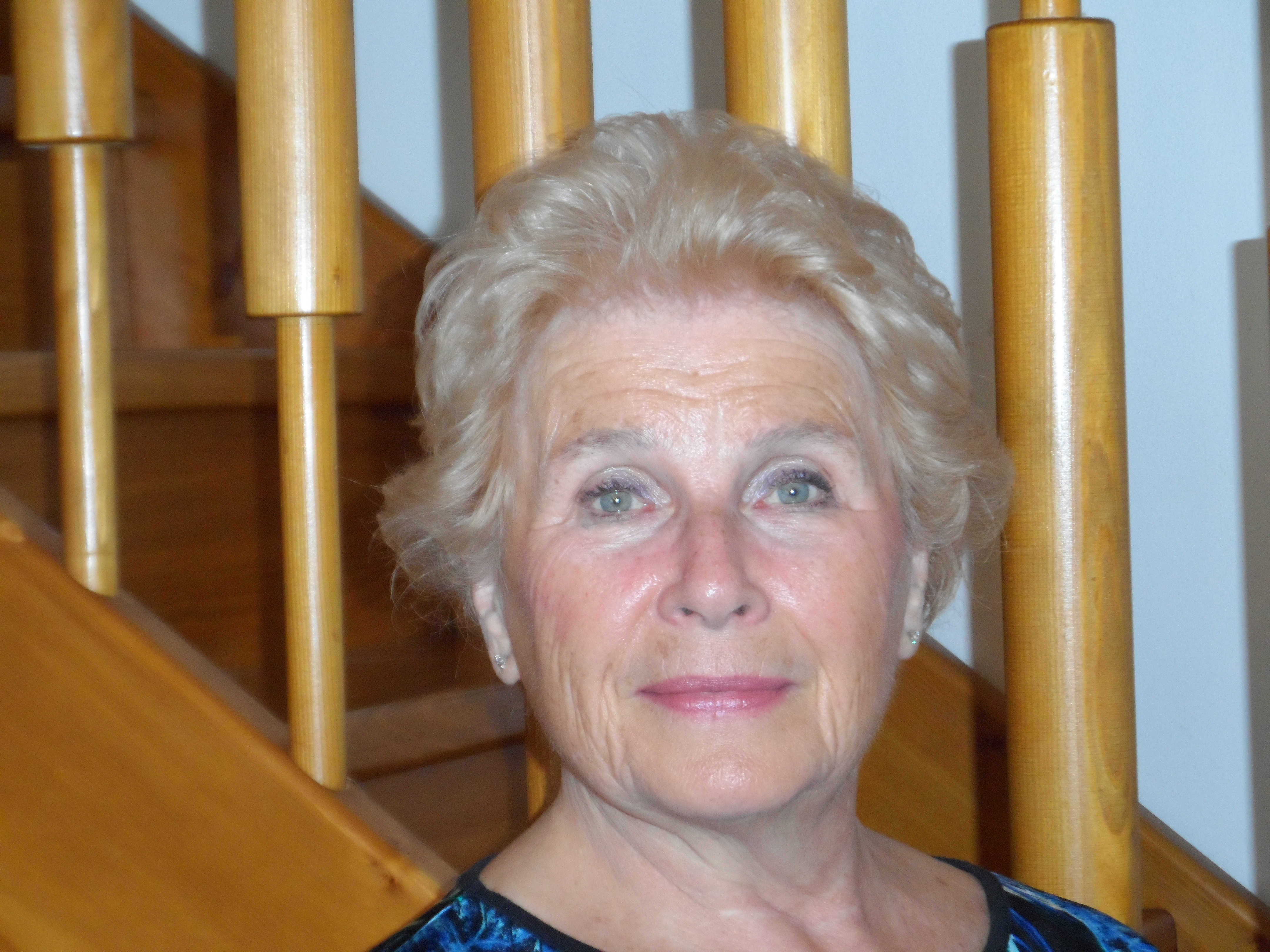
インドラ・クランペロヴァー／10月20日没

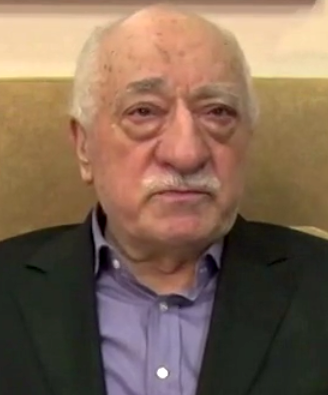
フェトフッラー・ギュレン／10月20日没

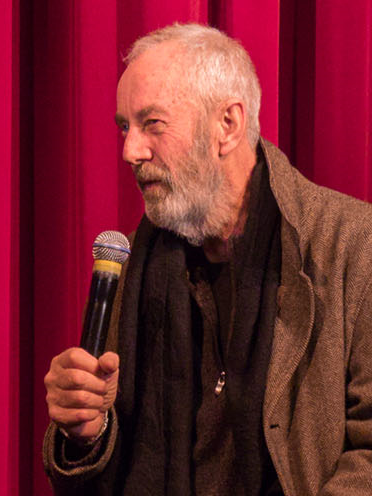
ディック・ポープ／10月21日没

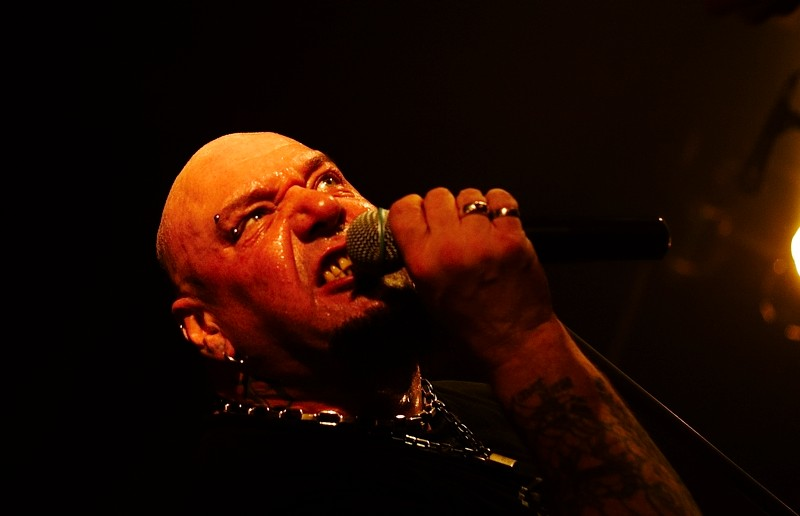
ポール・ディアノ／10月21日没（訃報発表日）

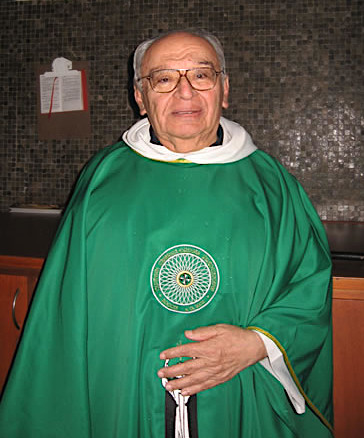
グスタボ・グティエレス／10月22日没

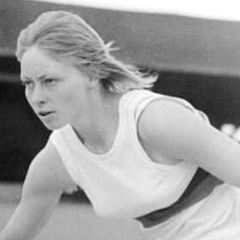
アンネリー・エアハルト／10月22日没（訃報発表日）

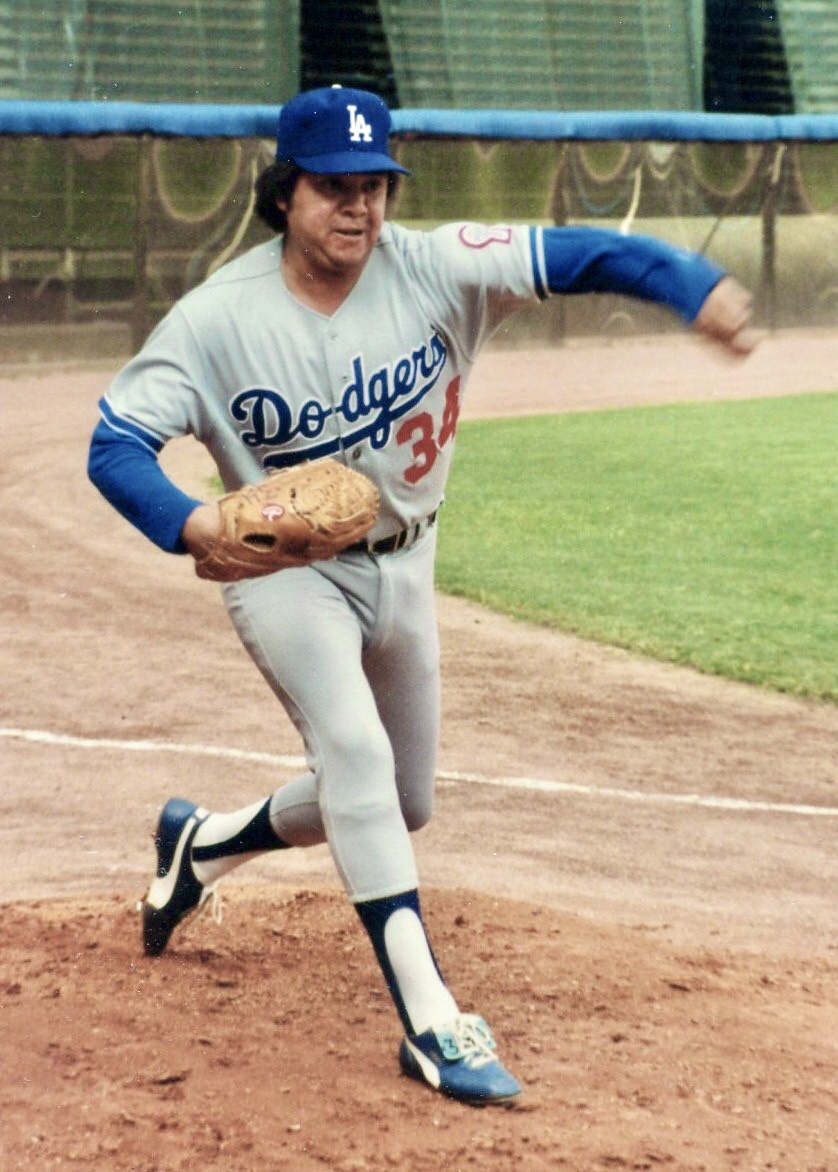
フェルナンド・バレンズエラ／10月22日没

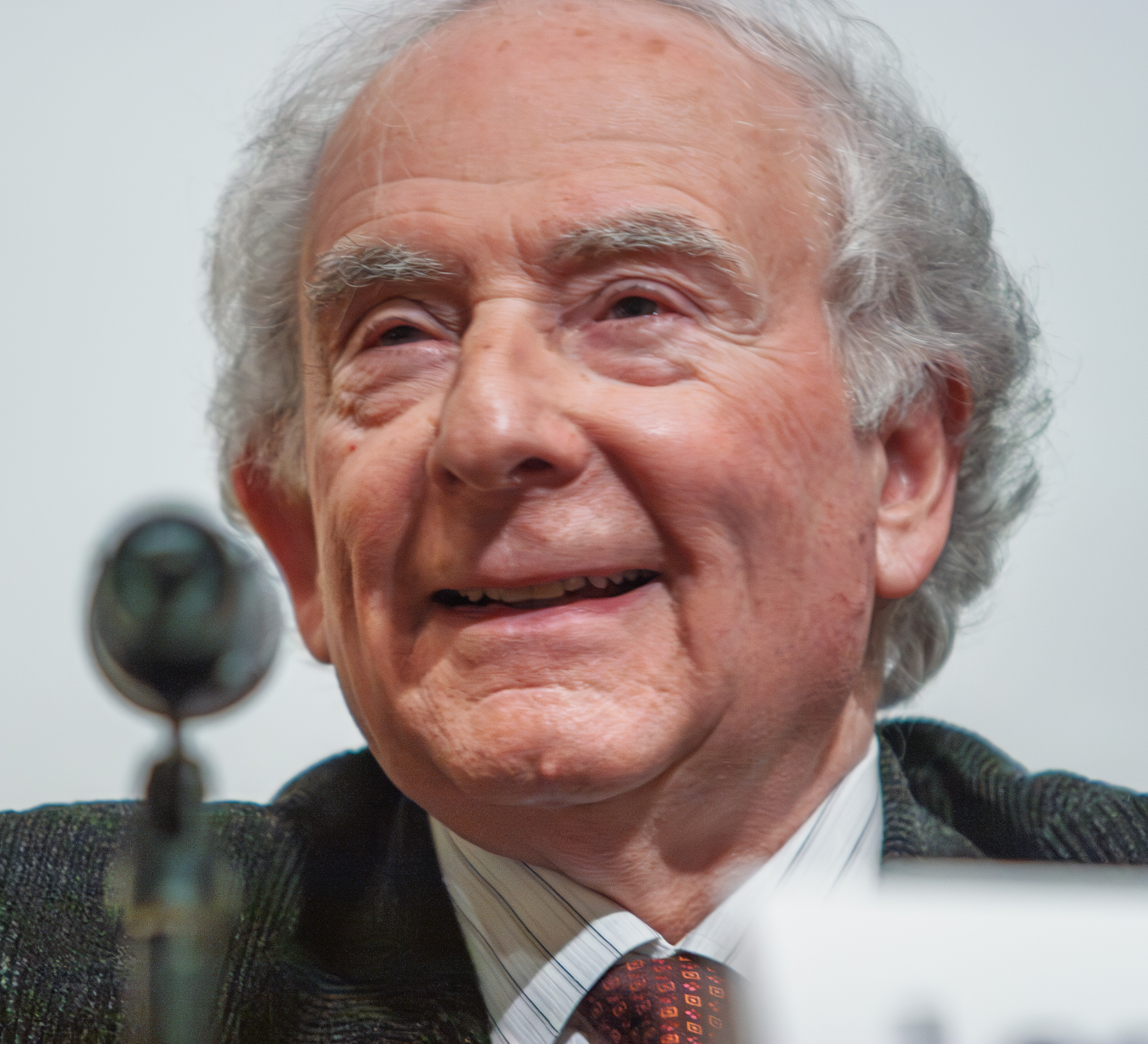
レオン・N・クーパー／10月23日没

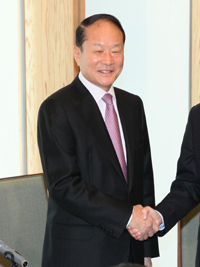
李相得／10月23日没

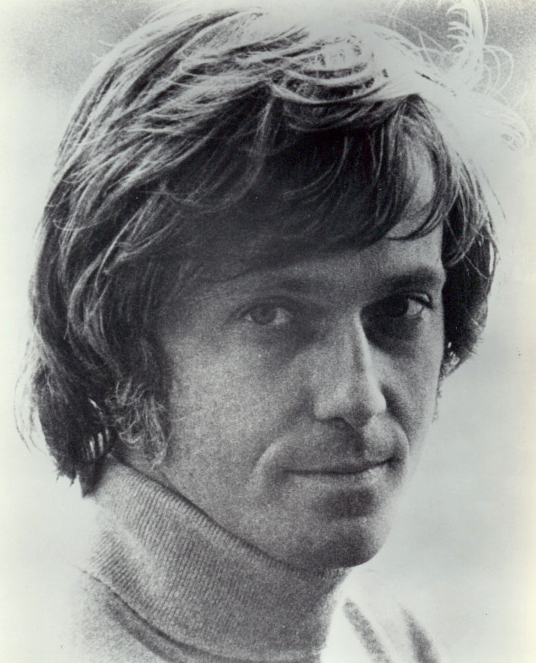
ジャック・ジョーンズ／10月23日没

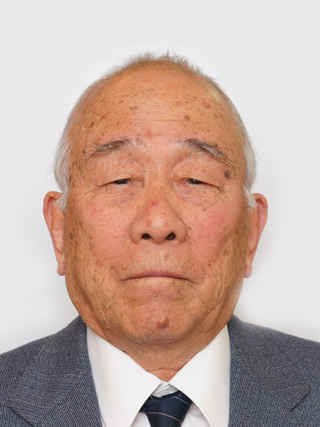
横山泉／10月24日没

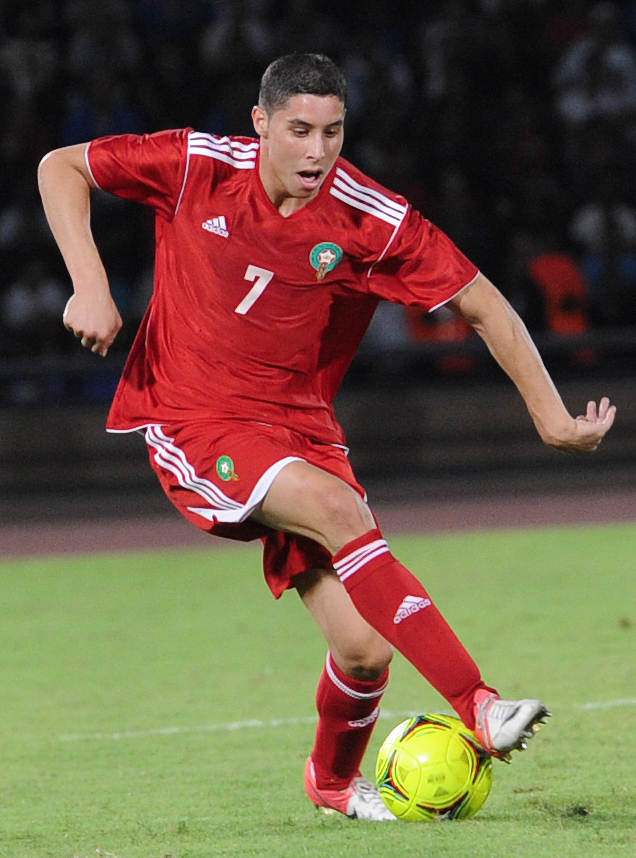
アブデラジズ・バラダ／10月24日没

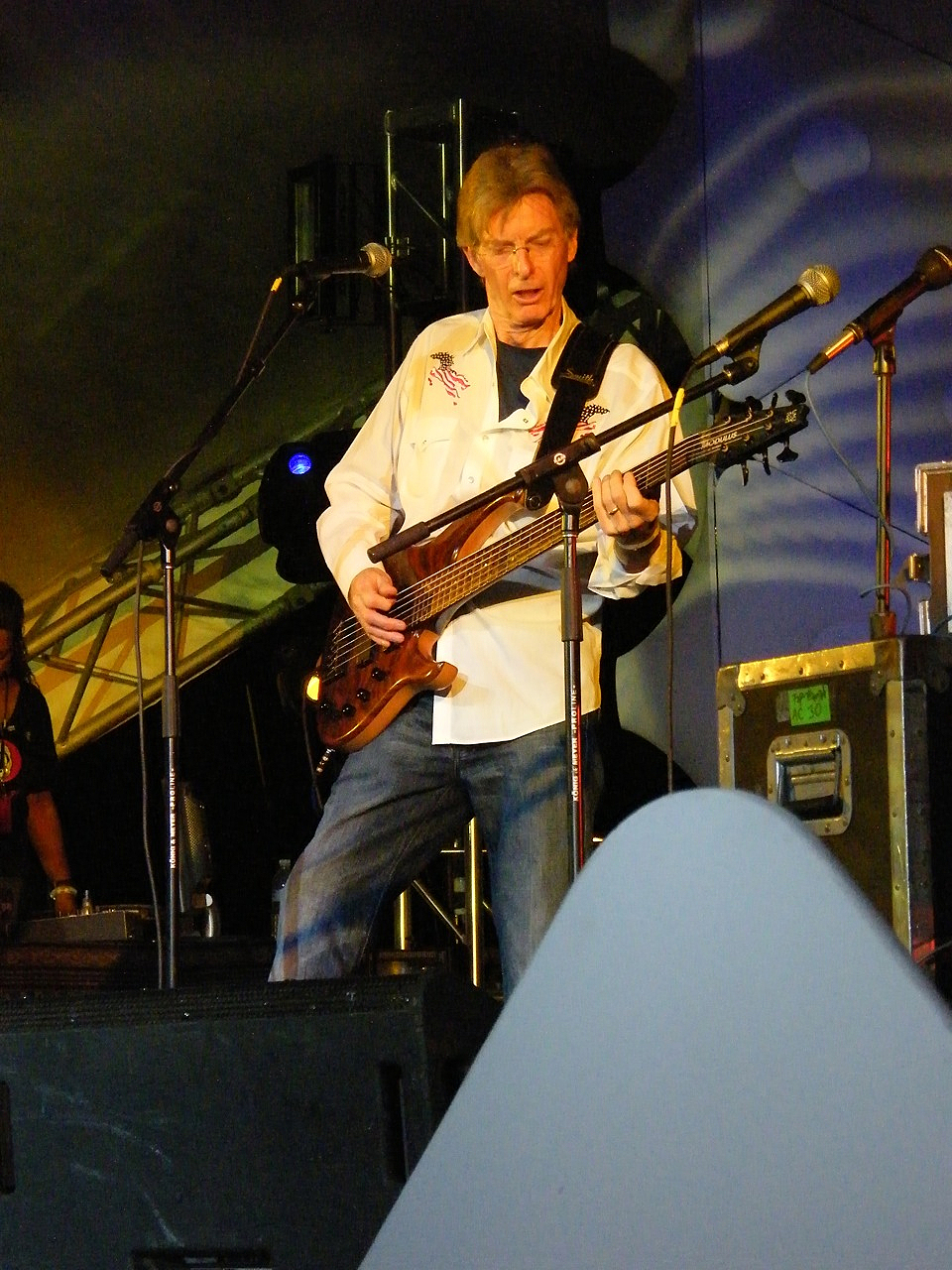
フィル・レッシュ／10月25日没

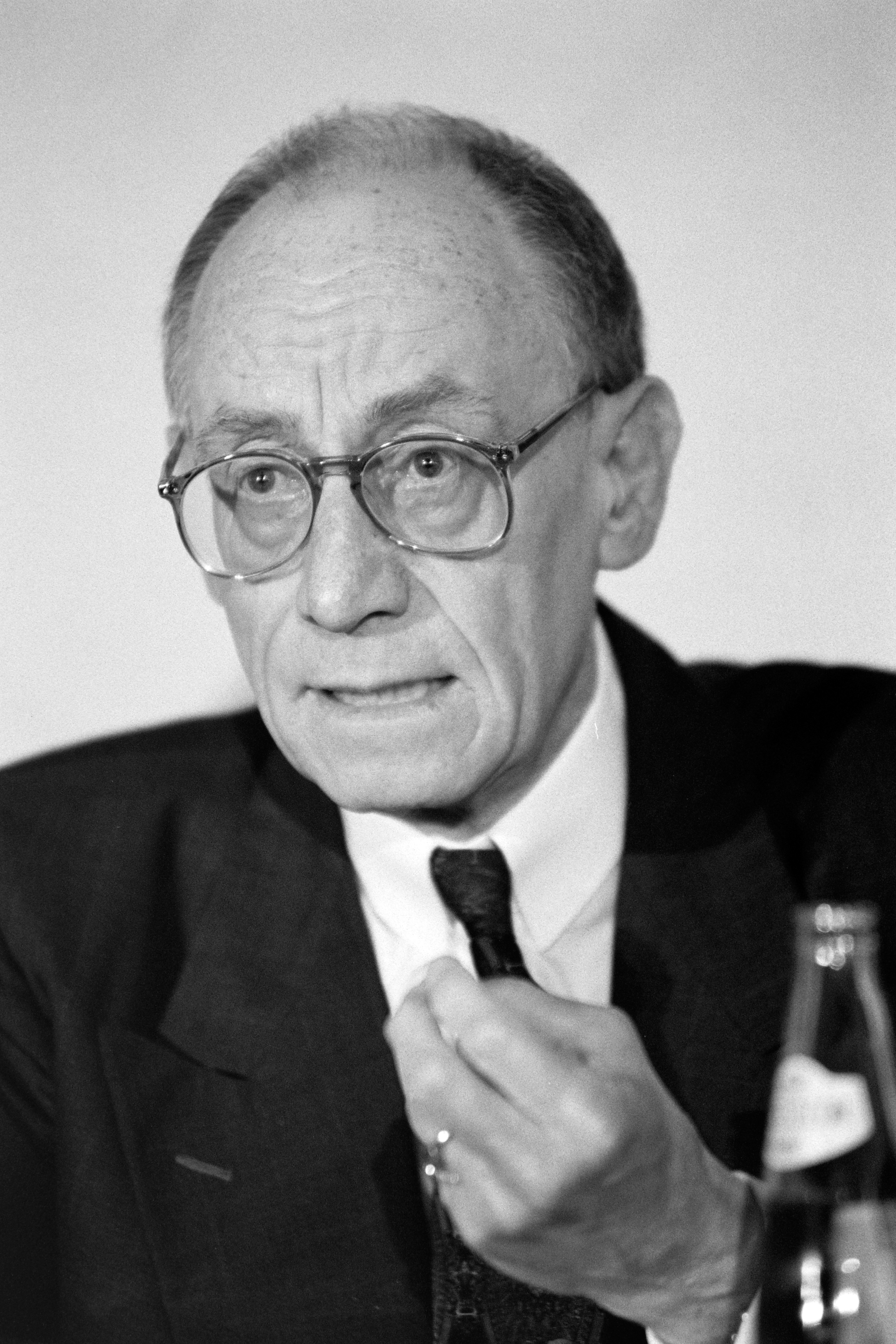
エツァルト・ロイター／10月27日没

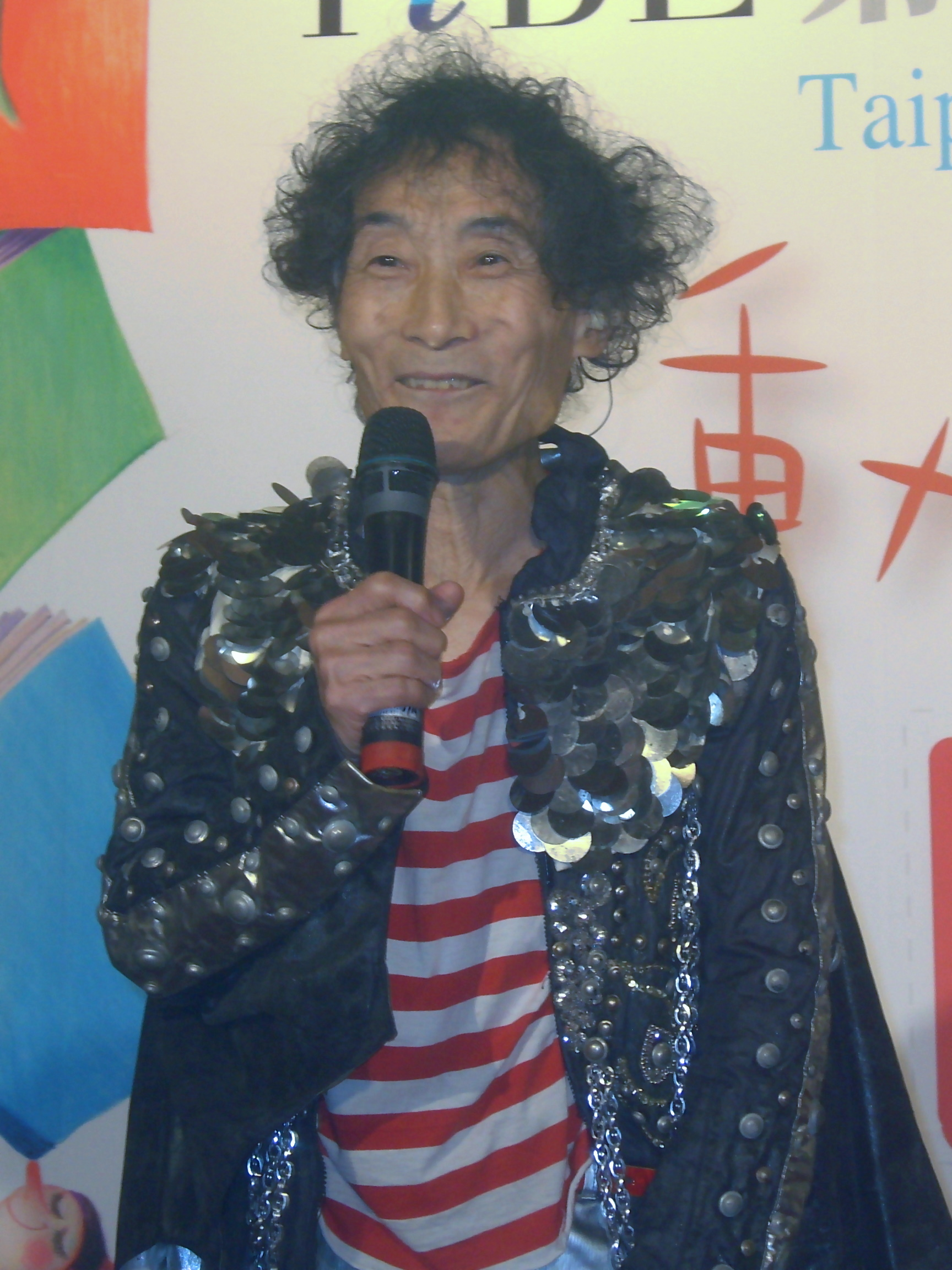
楳図かずお／10月28日没

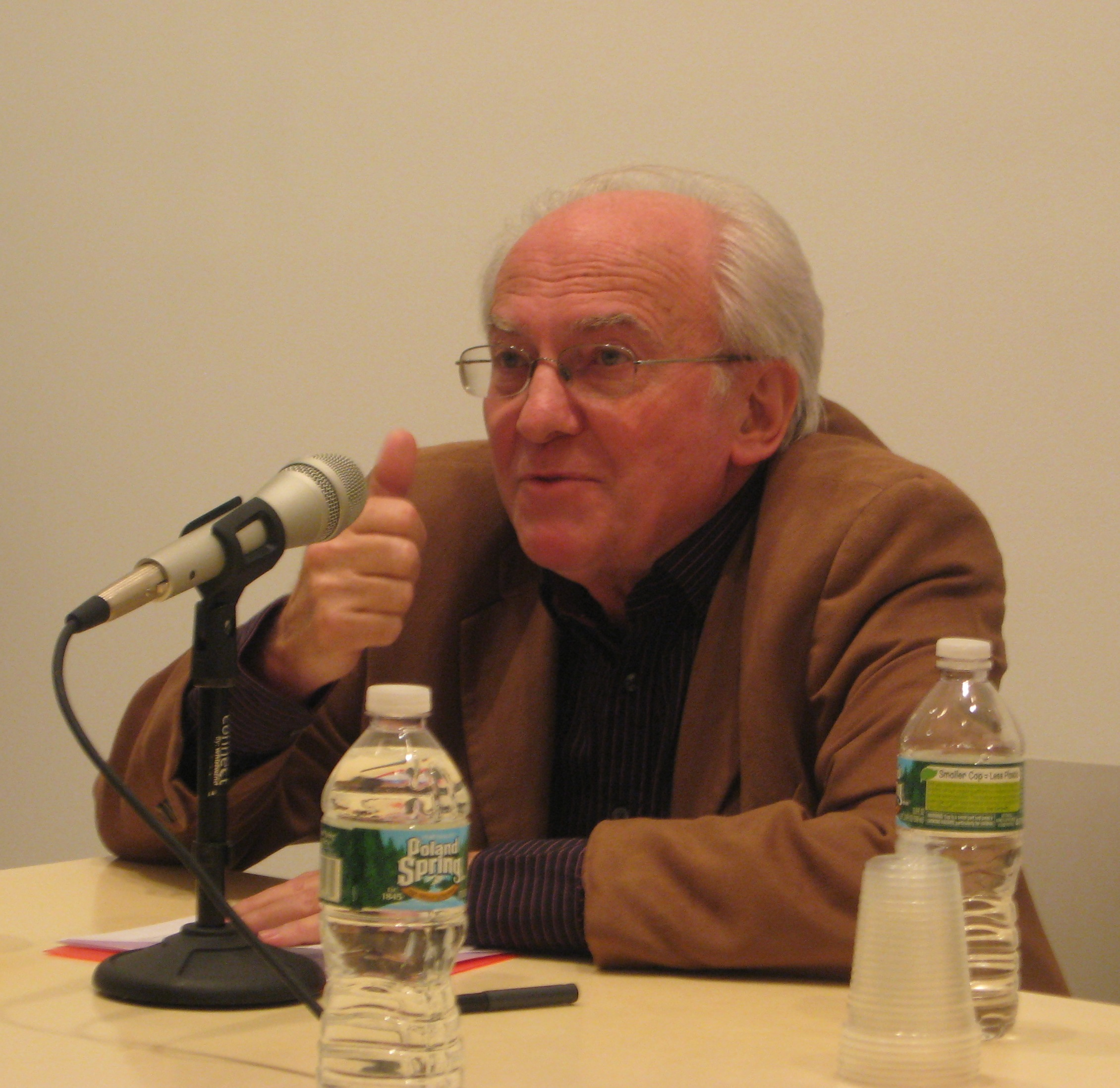
フランソワ・ラリュエル／10月28日没

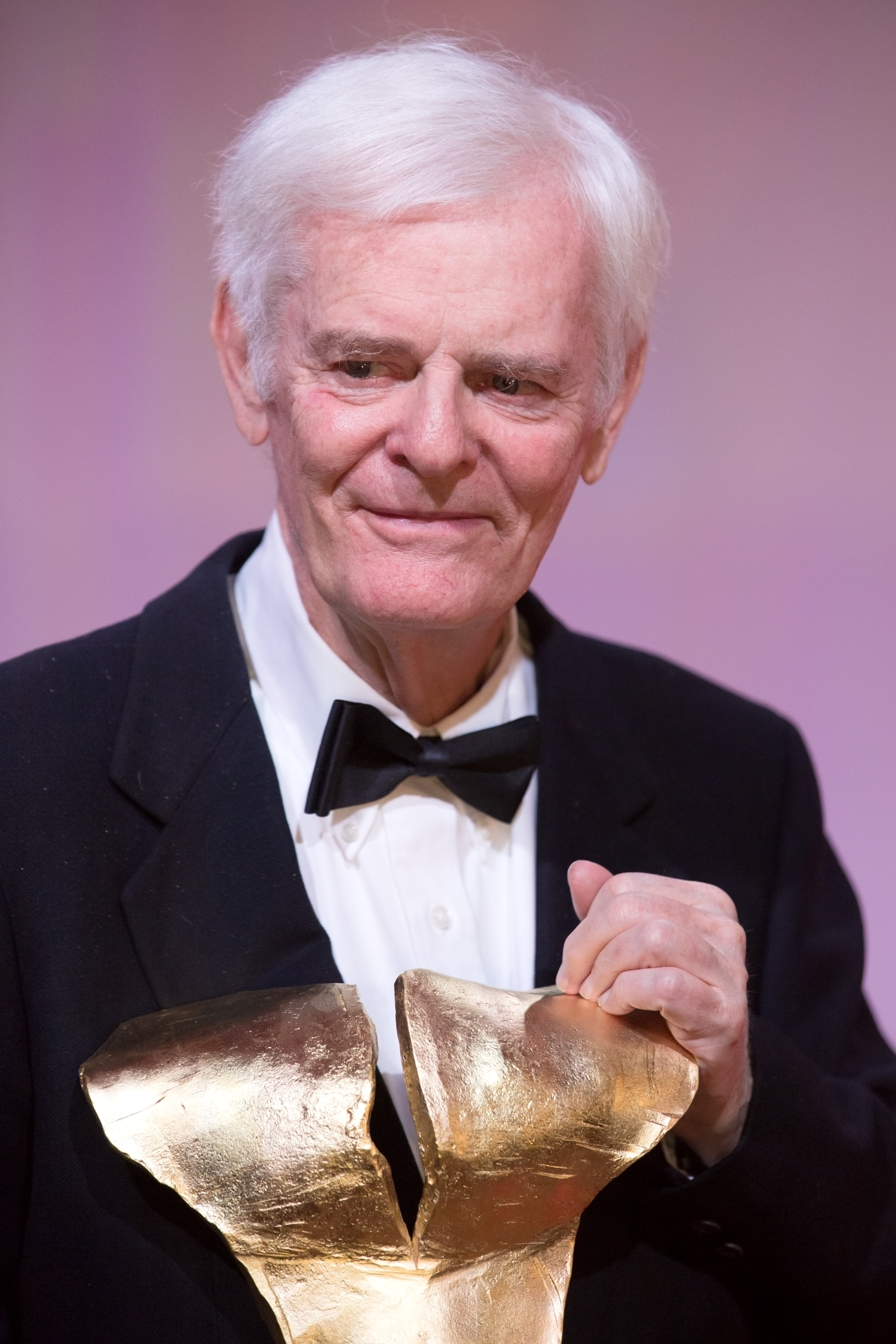
ポール・モリセイ／10月28日没

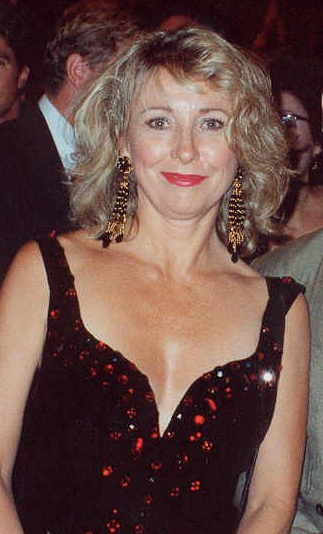
テリー・ガー／10月29日没

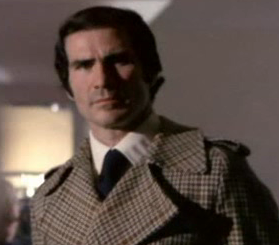
ジョヴァンニ・チャンフリーリア／10月30日没

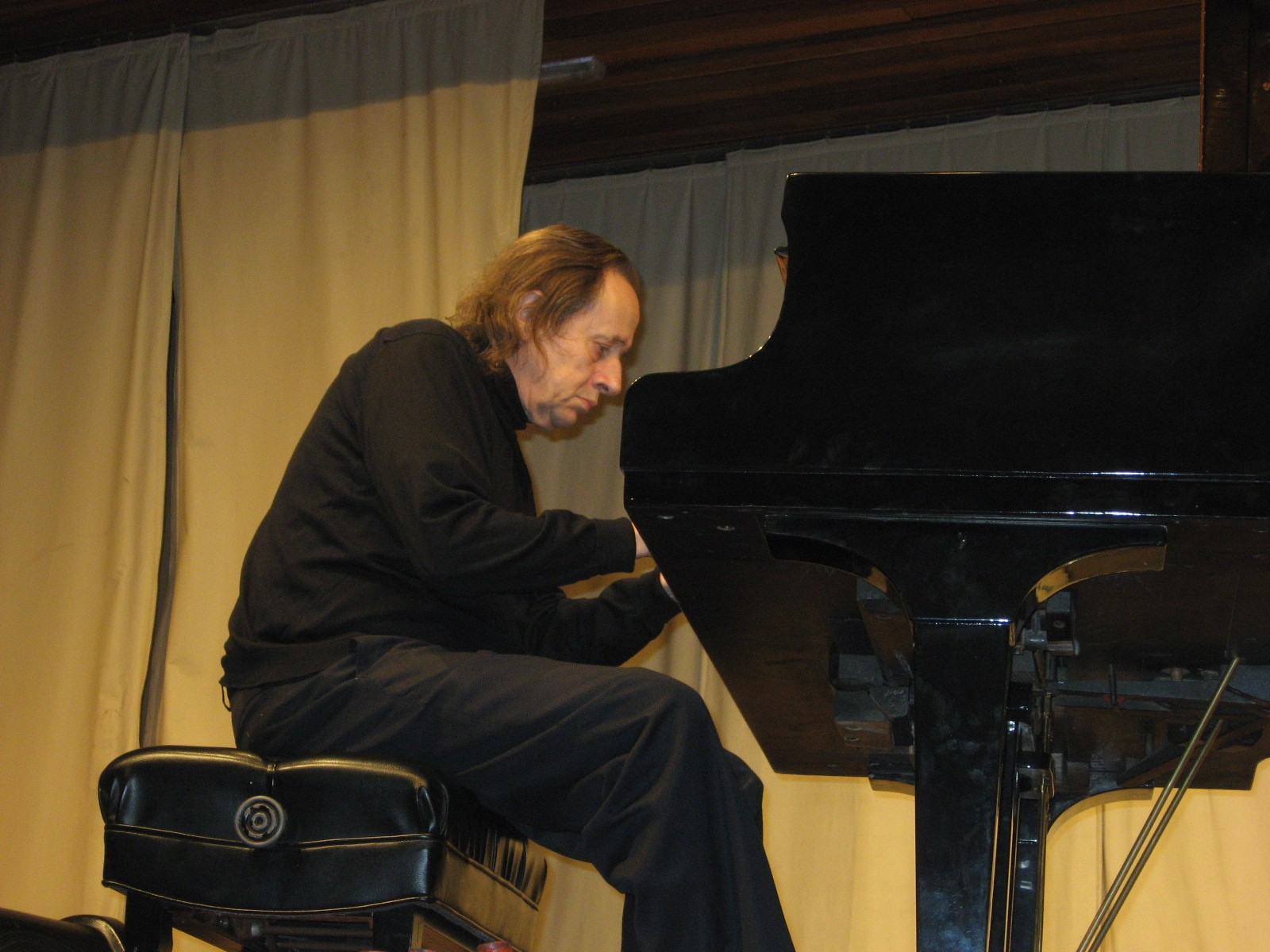
アルトゥール・モレイラ・リマ／10月30日没

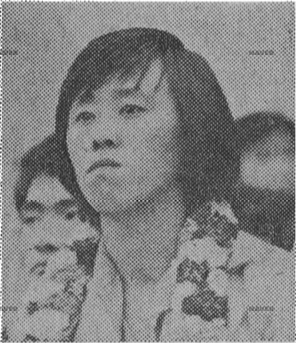
曺恵貞／10月30日没

- 10月16日 - 沓沢虔太郎、日本の実業家、元アルパイン社長（* 1930年?）[158]
- 10月16日 - ポール・マクドナルド・カルヴォ（英語版）、グアムの実業家、政治家、元グアム準州知事、元グアム議会上院議員（* 1934年）[159]
- 10月16日 - 左近正男、日本の政治家、元衆議院議員【日本社会党・社会民主党所属】（* 1936年）[160]
- 10月16日 - 小野英彰、日本の実業家、元三菱ガス化学専務（* 1937年?）[161]
- 10月16日（訃報発表日） - ペーター・ルーター（英語版、ドイツ語版）、ドイツの元馬術選手、1984年オリンピック銅メダリスト（* 1939年）[162]
- 10月16日 - 朴世元（朝鮮語版）、大韓民国の声楽家、オペラ歌手、テノール、ソウル大学校教授（* 1947年）[163]
- 10月16日 - ロアルド・ポウルセン（英語版、デンマーク語版）、デンマークのサッカー指導者【元ザンビア代表監督】（* 1950年）[164]
- 10月16日 - シェリー・コーベン（英語版）、アメリカ合衆国の脚本家、テレビプロデューサー、メンター（* 1953年）[165]
- 10月16日 - 李来発、中華民国（台湾）の元プロ野球選手【南海ホークス所属】、指導者（* 1956年）[166]
- 10月16日 - ヤヒヤ・シンワル、パレスチナ国の政治家、ハマース政治局長（* 1962年）[167]
- 10月16日 - マス宮尾（宮尾益実）、日本の演出家、キーボーディスト、「宮尾すすむと日本の社長」のメンバー（* 1966年または1967年）[168]
- 10月16日 - リアム・ペイン、イギリスのミュージシャン、「ワン・ダイレクション」のメンバー（* 1993年）[169]
- 10月17日 - リーザ・ベック（ドイツ語版）、ドイツのグラフィックデザイナー、フォントデザイナー（* 1927年）[170]
- 10月17日 - 畑光夫、日本のアメリカ文学者、静岡県立大学名誉教授・元国際関係学研究科長、元常葉学園大学国際言語文化研究科長、元静岡女子大学教授（* 1928年）[171]
- 10月17日 - 堀内稔、日本のジャーナリスト、実業家、元読売新聞社常務、元報知新聞社社長（* 1930年?）[172]
- 10月17日 - ミッツィ・ゲイナー、アメリカ合衆国の歌手、ダンサー、女優（* 1931年）[173]
- 10月17日 - 高階秀爾、日本の美術評論家、西洋美術史家、元東京大学教授、元日本芸術院院長、元国立西洋美術館・大原美術館館長、元文化審議会会長（* 1932年）[174]
- 10月17日 - エミール・ダームス（英語版、フランス語版）、ベルギーの元ロードサイクリスト（* 1938年）[175]
- 10月17日 - フランソワ・クヤミ（英語版、フランス語版）、ベナンの軍人、政治家、ベナン軍准将、元公共事業相・青年相・大衆文化相・スポーツ相、元国家安全局局長、元国家憲兵隊隊長（* 1942年）[176]
- 10月17日 - リック・ノーラン（英語版）、アメリカ合衆国の実業家、政治家、元下院議員、元ミネソタ州議会下院（英語版）議員（* 1943年）[177]
- 10月17日（訃報発表日） - ヴァソ・パパンドレウ（英語版、ギリシア語版）、ギリシャの政治家、元経済開発相・内務相・環境公共事業相、元欧州委員会委員、元ギリシャ議会議員、全ギリシャ社会主義運動共同創設者（* 1944年）[178]
- 10月17日 - イザベル・ド・ボルシグラーヴ（英語版、フランス語版）、ベルギーの画家、デザイナー、彫刻家、宝飾デザイナー（* 1946年）[179]
- 10月17日 - 西田敏行、日本の俳優、歌手、タレント、ナレーター（* 1947年）[180]
- 10月17日 - マヌエル・オクタビオ・ベルムデス、コロンビアの受刑者、シリアルキラー（* 1961年）[181]
- 10月18日 - イェフダ・バウアー（英語版、ヘブライ語版）、チェコスロバキア出身のイスラエルの歴史学者、ホロコースト研究者、元国際ホロコースト記憶連盟（英語版）会長（* 1926年）[182]
- 10月18日 - ジョゼフ・リクワート（英語版、ポーランド語版）、ポーランド出身のイギリス、アメリカ合衆国の建築史家、エッセイスト（* 1926年）[183]
- 10月18日（訃報発表日） - アンドルー・ウィクター・シャリー、ポーランド出身のアメリカ合衆国の内分泌学者、元チューレン大学研究員、1977年ノーベル生理学・医学賞受賞者（* 1926年）[184]
- 10月18日 - 山内一生、日本の小原和紙の紙工芸作家（* 1929年）[185]
- 10月18日（訃報発表日） - ハインツ・アルディンガー（英語版、ドイツ語版）、ドイツのサッカー審判員（* 1933年）[186]
- 10月18日 - ミシェル・ロクジョーフル（英語版、フランス語版）、フランスの陸軍軍人、政治家、フランス陸軍将軍、元緊急展開部隊（英語版）司令官、元パミエ副市長（* 1933年）[187]
- 10月18日 - ドナルド・B・レッドフォード（英語版）、カナダのエジプト学者、考古学者、歴史学者、文献学者、ペンシルベニア州立大学名誉教授、元トロント大学教授（* 1934年）[188]
- 10月18日 - 免田玉枝、日本の人権活動家、死刑廃止運動家（* 1936年?）[189]
- 10月18日 - ヒネス・ゴンサレス・ガルシア（英語版、スペイン語版）、アルゼンチンの外科医、外交官、政治家、元保健相、元駐チリ大使（* 1945年）[190]
- 10月18日 - 木村昇（ハーリー木村）、日本の歌手（* 1952年）[191][192]
- 10月18日（訃報発表日） - 浅岡鈴果（フランス語版）、日本のテレビ司会者【Nolife所属】（* 生年不明）[193]
- 10月19日（訃報発表日） - ミシェル・クライン（英語版、フランス語版）、ルーマニア出身のフランスの獣医師、動物保護活動家、元動物虐待防止協会（英語版）副会長（* 1921年）[194]
- 10月19日 - 楊振懐（中国語版）、中華人民共和国の水利工学者、政治家、元中国共産党中央委員会候補委員、元全国人民代表大会常務委員会委員、元水利部部長、元水利電力部（中国語版）副部長、元水利電力部海河水利委員会副主任、元水利部水利水電科学研究院（中国語版）水利研究所所長（* 1928年）[195]
- 10月19日 - 金良洙（朝鮮語版）、大韓民国の文学評論家、郷土史家、元韓国芸術文化団体総連合会（朝鮮語版）事務総長（* 1933年）[196]
- 10月19日 - 金周喆（朝鮮語版）、大韓民国のジャーナリスト、実業家、元京仁放送社長（* 1941年）[197]
- 10月19日 - ルディ・メイ（英語版）、アメリカ合衆国の元プロ野球選手【カリフォルニア・エンゼルス、ニューヨーク・ヤンキースほか所属】（* 1944年）[198]
- 10月20日 - バーバラ・デイン（英語版）、アメリカ合衆国のブルース・ジャズ・フォーク・ゴスペルシンガー、ギタリスト、公民権運動家、音楽プロデューサー（* 1927年）[199]
- 10月20日 - ジョルジュ・エレール（英語版、フランス語版）、フランスの元ラグビーリーグ選手、指導者、元同国代表（英語版）（* 1934年）[200]
- 10月20日 - 村上處直、日本の都市計画家、防災学者、防災都市計画研究所創業者・会長、元横浜国立大学教授（* 1935年）[201]
- 10月20日 - 朴魯慶（朝鮮語版）、大韓民国の声楽家、オペラ歌手、ソプラノ、ソウル大学校名誉教授（* 1935年）[202]
- 10月20日 - 董枝明、中華人民共和国の古生物学者、恐竜研究者、中国科学院古脊椎動物古人類研究所研究員（* 1937年）[203]
- 10月20日 - エウジェニオ・ダル・コルソ（英語版、イタリア語版）、イタリアのカトリック教会の聖職者、枢機卿、ベンゲラ教区名誉司教、元サウリモ教区司教（* 1939年）[204]
- 10月20日 - インドラ・クランペロヴァー、チェコスロバキア、チェコのピアニスト、元フィギュアスケーター、元プラハ芸術アカデミー教員（* 1940年）[205]
- 10月20日 - フェトフッラー・ギュレン、トルコの宗教家、イスラーム運動指導者【ギュレン運動】、政治活動家、亡命者（* 1941年）[206]
- 10月20日 - アルトゥーロ・バステス（英語版）、フィリピンのカトリック教会の聖職者、ソルソゴン教区名誉司教、元ロンブロン教区司教（* 1944年）[207]
- 10月20日 - ヤヌシュ・オレイニチャク、ポーランドのピアニスト、俳優、元フレデリック・ショパン研究所職員、元フレデリック・ショパン音楽大学・クラクフ音楽アカデミー教員（* 1952年）[208]
- 10月20日 - マイケル・ニューマン（英語版）、アメリカ合衆国の消防士、ライフガード、俳優（* 1957年）[209]
- 10月20日 - チャック・コールマン（英語版）、アメリカ合衆国の航空エンジニア、曲技飛行士、テストパイロット（* 生年不明）[210]
- 10月21日 - 聶華苓（英語版、中国語版）、中華民国出身のアメリカ合衆国の作家、国際創作プログラム（英語版）共同創設者、元アイオワ大学教員（* 1925年）[211]
- 10月21日 - 佐竹明、日本の聖書学者、広島大学名誉教授、元フェリス女学院大学教授・学長、元青山学院大学教授（* 1929年）[212]
- 10月21日 - 和氣健二郎、日本の医学者（* 1932年）[213]
- 10月21日 - ジョヴァンニ・バッティスタ・モランディーニ（英語版）、イタリア、バチカンのカトリック教会の聖職者、外交官、ヌミダ名誉大司教、元駐ルワンダ・グアテマラ・大韓民国・モンゴル国・シリア教皇使節（* 1937年）[214]
- 10月21日 - 徐相禄（朝鮮語版）、大韓民国の銀行家、元仁川専門大学学長、元国民銀行常務（* 1940年）[215]
- 10月21日 - 勝俣恒久、日本の実業家、元東京電力ホールディングス会長（* 1940年）[216]
- 10月21日 - ディック・ポープ、イギリスの撮影監督（* 1947年）[217]
- 10月21日 - クリスティーヌ・ボワソン、フランスの女優（* 1956年）[218]
- 10月21日（訃報発表日） - ポール・ディアノ、イギリスの歌手、「アイアン・メイデン」の元メンバー（* 1958年）[219]
- 10月21日 - トンチ・ガブリッチ（英語版、クロアチア語版）、ユーゴスラビア、クロアチアの元プロサッカー選手、元クロアチア代表（* 1961年）[220]
- 10月22日（訃報発表日） - エリザベス・フランシス、アメリカ合衆国のスーパーセンテナリアン（* 1909年）[221]
- 10月22日 - 馬辛春（中国語版）、中華人民共和国の海軍軍人、政治家、中国人民解放軍海軍中将、元済南軍区副司令官、元北海艦隊司令官、元全国人民代表大会代表 （* 1925年）[222]
- 10月22日 - グスタボ・グティエレス、ペルーのカトリック教会の聖職者、ドミニコ会の司祭、神学者、思想家、解放の神学共同提唱者（* 1928年）[223]
- 10月22日 - ベルント・バウフシュピース（英語版、ドイツ語版）、東ドイツ、ドイツの元プロサッカー選手、元東ドイツ代表、1964年オリンピック銅メダリスト（* 1939年）[224]
- 10月22日 - 孫明揚（英語版、中国語版）、香港の公務員、元教育局局長・政務司司長署理・房屋規画地政局局長・政制事務局局長・民政事務局局長・政務司・憲制事務司（* 1944年）[225]
- 10月22日（訃報発表日） - レゾ・フガエフ（英語版、ロシア語版、オセット語版）、ソビエト連邦、南オセチアの政治家、元南オセチア政府議長・副議長、元南オセチア議会議員、元ツヒンヴァリ市長、元駐南オセチア北オセチア・アラニヤ共和国代表（* 1946年）[226]
- 10月22日 - 旭國斗雄（太田武雄）、日本の元大相撲力士、元大関、大島部屋創設者（* 1947年）[227]
- 10月22日 - リンダ・オブスト、アメリカ合衆国の映画プロデューサー、作家（* 1950年）[228]
- 10月22日（訃報発表日） - アンネリー・エアハルト、東ドイツ、ドイツの元ハードル競走選手、1972年オリンピック金メダリスト（* 1950年）[229]
- 10月22日 - フェルナンド・バレンズエラ、メキシコ出身のアメリカ合衆国の元プロ野球選手【ロサンゼルス・ドジャースほか所属】（* 1960年）[230]
- 10月22日 - 高鎮和（朝鮮語版）、大韓民国の学生運動家、政治家、元国会議員（* 1963年）[231]
- 10月23日 - 須藤恒久、日本の微生物学者、ツツガムシ病研究者、秋田大学名誉教授（* 1926年?）[232]
- 10月23日 - レオン・N・クーパー、アメリカ合衆国の物理学者、超伝導研究者、ブラウン大学名誉教授、1972年ノーベル物理学賞受賞者（* 1930年）[233]
- 10月23日 - せなけいこ、日本の絵本作家（* 1932年）[234]
- 10月23日 - 李相得、大韓民国の実業家、政治家、元国会議員・副議長、元コーロン・コーロン商事代表理事（* 1935年）[235]
- 10月23日 - ジャック・ジョーンズ、アメリカ合衆国の歌手、俳優（* 1938年）[236]
- 10月23日 - クーン・ニーステン（英語版、オランダ語版）、オランダの元サイクリスト（* 1938年）[237]
- 10月23日 - リンダ・ラフレイム（英語版）、アメリカ合衆国のシンガーソングライター、「イッツ・ア・ビューティフル・デイ」の元メンバー（* 1939年）[238]
- 10月23日 - 渡邊恭位、日本の宗教家、立正佼成会第5代理事長、元新日本宗教団体連合会理事、元世界宗教者平和会議日本委員会評議員・理事（* 1945年）[239]
- 10月23日 - グスタボ・アドルフォ・エスピナ・サルゲロ（英語版、スペイン語版）、グアテマラの政治家、亡命者、元大統領・副大統領（* 1946年）[240]
- 10月23日 - ジェフ・ケイプス（英語版）、イギリスの元砲丸投選手、世界最強の男・ハイランドゲームズ競技者（* 1949年）[241]
- 10月23日 - ハマ・アマドゥ（英語版、フランス語版）、ニジェールの政治家、元首相、元国民議会議長（* 1950年）[242]
- 10月23日 - 河野羚、日本のアニメーション美術監督（* 生年不明）[243]
- 10月24日 - 横山泉、日本の火山学者、地球物理学者、北海道大学名誉教授（* 1924年）[244]
- 10月24日（訃報発表日） - サバハッティン・チャクマコール（英語版、トルコ語版）、トルコの政治家、元国防相・内務相、元大国民議会議員、元ギュミュシュハーネ県・ウスパルタ県・エディルネ県・ガズィアンテプ県・メルスィン県知事（* 1930年）[245]
- 10月24日 - 向井周太郎、日本のインダストリアルデザイナー、武蔵野美術大学名誉教授（* 1932年）[246]
- 10月24日 - ヤドヴィガ・バランスカ（英語版、ポーランド語版）、ポーランドの女優（* 1935年）[247]
- 10月24日 - ジェリ・テイラー（英語版）、アメリカ合衆国の脚本家、テレビプロデューサー（* 1938年）[248]
- 10月24日 - アルフォンス・ポアティ＝スシュラティ（英語版、フランス語版）、コンゴ共和国の政治家、作家、元コンゴ人民共和国首相・貿易中小企業相・財務相、元社会民主主義パン・アフリカン連合副党首（* 1941年）[249]
- 10月24日 - 木村興三、日本の銀行家、元筑波銀行頭取（* 1943年）[250]
- 10月24日 - 佐野勝德、日本の生理心理学者、徳島大学名誉教授（* 1944年）[251]
- 10月24日 - マルコ・パウロ（英語版、ポルトガル語版）、ポルトガルの歌手（* 1945年）[252]
- 10月24日 - クラーク・ケント（英語版）、パナマ出身のアメリカ合衆国のDJ、ヒップホップ・ミュージシャン、音楽プロデューサー（* 1966年）[253]
- 10月24日 - アブデラジズ・バラダ、フランス出身のモロッコの元プロサッカー選手、元モロッコ代表（* 1989年）[254]
- 10月25日（訃報発表日） - 王慶豊（中国語版）、中華民国（台湾）の政治家、元総統府国策顧問、元花蓮県長、元台湾省議会議員、元花蓮県議会議員・議長、元中国国民党中央党務顧問（* 1933年）[255]
- 10月25日 - ビル・ヘイ（英語版）、カナダの実業家、元プロアイスホッケー選手【シカゴ・ブラックホークス所属】、元カルガリー・フレームス会長・最高経営責任者、ホッケーの殿堂表彰者・元会長（* 1935年）[256]
- 10月25日 - フィル・レッシュ、アメリカ合衆国のベーシスト、「グレイトフル・デッド」の元メンバー（* 1940年）[257]
- 10月25日 - 吉岡隆一郎、日本の実業家、文苑堂書店取締役会長（* 1943年）[258]
- 10月25日 - キム・スミ（朝鮮語版）、大韓民国の女優（* 1949年）[259]
- 10月25日 - ロヒニ・ゴッドボレ（英語版、マラーティー語版）、インドの物理学者、女性の権利活動家、インド理科大学院名誉教授（* 1952年）[260]
- 10月25日 - ゼ・カルロス、ブラジルの元プロサッカー選手、元同国代表（* 1967年）[261]
- 10月25日 - 小八重文武、日本の実業家、ADEKA執行役員（* 1968年?）[262]
- 10月26日 - 田渕哲也、日本の政治家、元参議院議員【民社党所属】（* 1925年）[263]
- 10月26日 - 笠原慶一、日本の測地学者、東京大学名誉教授（* 1925年）[264]
- 10月26日 - 飯塚幸三、日本の計量研究者、通商産業省技官、受刑者、元工業技術院院長（* 1931年）[265]
- 10月26日（訃報発表日） - ヘンリー・フィールズ（英語版、フランス語版）、アメリカ合衆国出身のフランスの元バスケットボール選手、指導者（* 1938年）[266]
- 10月26日 - 山田茂昭、日本の実業家、元読売新聞大阪本社常務（* 1942年?）[267]
- 10月26日 - 三浦広光、日本の総合格闘家、プロボクサー（* 1981年）[268]
- 10月26日 - ホールデン・トレント（英語版）、アメリカ合衆国のプロサッカー選手（* 1999年）[269]
- 10月27日 - エツァルト・ロイター、ドイツの実業家、元ダイムラー・ベンツ最高経営責任者（* 1928年）[270]
- 10月27日 - レイ・センプローチ（英語版）、アメリカ合衆国の元プロ野球選手（* 1931年）[271]
- 10月27日 - 陶山智、日本の脚本家（* 1937年?）[272]
- 10月27日 - 石英（中国語版）、中華民国（台湾）の俳優（* 1942年）[273]
- 10月27日 - リリー・リー（英語版、中国語版）、香港の女優（* 1950年）[274]
- 10月27日 - カイト、日本のボーカリスト、「Wizard」のメンバー（* 生年不明）[275]
- 10月28日 - セシル・ゴール＝アイベン（オランダ語版、フランス語版）、ベルギーの政治家、元元老院議員・副議長、元ブリュッセル地域相・地域国務長官、元ヴォリュウェ＝サン＝ランベール市議会議員（* 1923年）[276]
- 10月28日 - フランツ・カンプハウス（英語版、ドイツ語版）、ドイツのカトリック教会の聖職者、リンブルク教区名誉司教（* 1932年）[277]
- 10月28日 - レナート・マルティーノ（英語版、イタリア語版）、イタリア、バチカンのカトリック教会の聖職者、外交官、枢機卿、元正義と平和協議会（英語版）・移住と移動者司牧評議会（英語版）議長、元駐国際連合バチカン常任代表、元駐ニカラグア・フィリピン・レバノン・カナダ・ブラジル教皇使節（* 1932年）[278]
- 10月28日 - 趙富林（中国語版）、中華人民共和国の政治家、元中国共産党中央委員会委員・中央規律検査委員会委員・広西チワン族自治区委員会書記・湖北省委員会副書記、元全国人民代表大会代表、元広西チワン族自治区人民代表大会常務委員会主任（* 1932年）[279]
- 10月28日 - マヌエル・ミラバール（英語版、スペイン語版）、キューバのミュージシャン、トランペット奏者、「ブエナ・ビスタ・ソシアル・クラブ」の元メンバー（* 1933年）[280]
- 10月28日 - 五十嵐隆明、日本の浄土宗の僧侶、元浄土宗西山禅林寺派管長・総本山永観堂禅林寺法主、元浄土宗宗務総長・宗会議員・京都府宗務支所長（* 1933年）[281]
- 10月28日 - 楳図かずお、日本の漫画家、タレント（* 1936年）[282]
- 10月28日 - 鄭好根（朝鮮語版）、大韓民国の政治家、元国会議員（* 1937年）[283]
- 10月28日 - フランソワ・ラリュエル、フランスの哲学者（* 1937年）[284]
- 10月28日 - ジョン・ジェームズ（英語版）、イギリスの元ローイング競技選手、1964年オリンピック銀メダリスト（* 1937年）[285]
- 10月28日 - ポール・モリセイ、アメリカ合衆国の映画監督（* 1938年）[286]
- 10月28日 - ウルフ・ピルゴール（英語版、デンマーク語版）、デンマークの俳優（* 1940年）[287]
- 10月28日（訃報発表日） - ワレリー・メシュコフ、ソビエト連邦、ロシアの芸術監督、元フィギュアスケーター（* 1945年）[288]
- 10月28日 - 野呂輝久、日本の実業家、元ガンバ大阪代表取締役社長（* 1954年）[289]
- 10月28日（訃報発表日） - ジャムシード・シャールマフド（英語版、ペルシア語版、ドイツ語版）、イラン、ドイツのコンピュータエンジニア、ジャーナリスト、政治活動家、死刑囚（* 1955年）[290]
- 10月28日 - 山本正彦、日本の競馬調教師、元騎手【ばんえい競馬所属】（* 1957年）[291]
- 10月28日（訃報発表日） - ジェロッド・ムスタフ（英語版）、アメリカ合衆国の元プロバスケットボール選手（* 1969年）[292]
- 10月29日 - ナディア・カットゥース（英語版）、ベリーズ出身のイギリスの歌手、女優（* 1924年）[293]
- 10月29日 - 白井文吾、日本のジャーナリスト、実業家、中日新聞社顧問・名誉会長、元中日ドラゴンズオーナー、元ナゴヤドーム社長、元名古屋市教育委員会委員長、元共同通信社理事会長、元日本新聞協会理事（* 1928年）[294]
- 10月29日 - ハサン・ユースフ（英語版、アラビア語版）、エジプトの俳優（* 1934年）[295]
- 10月29日（訃報発表日） - ホセ・アベイロ（英語版、スペイン語版）、パラグアイの元プロサッカー選手、元同国代表（* 1936年）[296]
- 10月29日 - 吉田康彦、日本のジャーナリスト、国際問題評論家、元国際原子力機関広報部長、元埼玉大学教授、元日本放送協会国際局報道部次長（* 1936年）[297]
- 10月29日（訃報発表日） - スザンネ・オステン（英語版、スウェーデン語版）、スウェーデンの劇作家、演出家、劇場監督、元演劇研究所（英語版）教授（* 1944年）[298]
- 10月29日 - テリー・ガー、アメリカ合衆国の女優、歌手（* 1944年）[299]
- 10月29日 - レイダ・ジェイコブス（英語版）、南アフリカ共和国の作家、映画プロデューサー、映画監督（* 1947年）[300]
- 10月29日 - 顧国寧（中国語版）、中華人民共和国のニュースキャスター（* 1978年）[301]
- 10月30日 - 文胎甲、大韓民国のジャーナリスト、実業家、政治家、元国会議員、元国務総理秘書室長、元ソウル新聞社長（* 1930年）[302]
- 10月30日 - ジョヴァンニ・チャンフリーリア、イタリアの俳優、スタントマン（* 1935年）[303]
- 10月30日 - アルトゥール・モレイラ・リマ、ブラジルのピアニスト（* 1940年）[304]
- 10月30日（訃報発表日） - エリック・クラウセン（英語版、デンマーク語版）、デンマークの映画監督、俳優、脚本家、ビジュアルアーティスト、ミュージシャン（* 1942年）[305]
- 10月30日 - 坂井寿美江、日本の女優、声優（* 1945年）[306]
- 10月30日 - 道下勝男、日本の編集者、元フロム・エー編集長、元日本リクルートセンター社員（* 1950年）[307]
- 10月30日 - 曺恵貞、大韓民国の元バレーボール選手、指導者、元同国女子代表、1976年オリンピック銅メダリスト（* 1953年）[308]
- 10月30日 - ペドロ・サルミエント（英語版、スペイン語版）、コロンビアの元プロサッカー選手、指導者、元同国代表（* 1956年）[309]
- 10月30日（訃報発表日） - エリサベト・オールソン（英語版、スウェーデン語版）、スウェーデンの写真家、アーティスト（* 1961年）[310]
- 10月31日 - バセリオス・トマス1世（英語版、マラヤーラム語版）、インドのシリア正教会の聖職者、ヤコブ派シリア教会（英語版）代表者（* 1929年）[311]
- 10月31日 - 小泉進、日本の経済学者、大阪大学名誉教授、帝塚山大学名誉教授・元学長（* 1929年）[312]
- 10月31日 - 井口武夫、日本の外交官、元駐ドミニカ共和国・バングラデシュ・ニュージーランド大使（* 1930年）[313]
- 10月31日 - 滝大作、日本の脚本家、演出家（* 1933年）[314]
- 10月31日 - マンジュー・シャルマー（英語版、ヒンディー語版）、インドの生物工学者、元インド国立科学アカデミー（英語版）会長、細胞分子生物学研究所（英語版）・国立免疫学研究所（英語版）共同創設者（* 1940年）[315]
- 10月31日 - 大橋茂、日本の実業家、元住友商事常務執行役員（* 1949年?）[316]
- 10月31日 - 岩井八郎、日本の社会学者、京都大学名誉教授（* 1955年）[313]
- 10月31日 - 南郷伯爵、日本のお笑い芸人（* 1972年）[317]
- 10月31日 - サットン、日本のインフルエンサー（* 1994年）[318]
- 10月31日（遺体発見日） - ホセ・カスティジェホ（カタルーニャ語版）、スペインの元プロサッカー選手（* 1996年）[319]